# VARIG
VARIG (акроним от Viação Aérea Rio-Grandense с порт. — «Риу-Грандский воздушный транспорт», ВА́РИГ) — первая авиакомпания Бразилии. Была основана немецким эмигрантом Отто Эрнстом Мейером в 1927 году для обслуживания территории Риу-Гранди. С 1955 года стала выполнять рейсы в Северную Америку, а в 1959 году первой в стране начала эксплуатировать реактивные авиалайнеры, при этом в конкурентной борьбе за пассажиров использовала высочайший уровень сервиса на борту во всех классах. С 1961 года — крупнейший авиаперевозчик в Латинской Америке, а после установления военной диктатуры, с 1965 по 1990 год официально являлась единственной бразильской авиакомпанией, выполнявшей международные перевозки; член Star Alliance с 1997 года. После дерегулирования авиационной отрасли в стране столкнулась с сильной конкуренцией, что в сочетании с ошибками управления в условиях нестабильной экономики привело к возникновению многомиллиардного долга. В 2005 подала на защиту от банкротства, но через год была упразднена.
В 2007 году торговую марку «VARIG» выкупила бюджетная авиакомпания Gol Transportes Aéreos.

## Предыстория

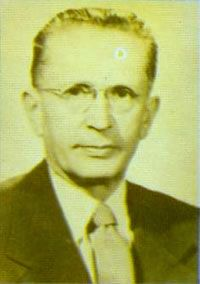
Отто Эрнст Мейер

Эрнст Отто Мейер-Лабастиль (родился 25 ноября 1897 года в Ганновере) во время Первой мировой войны служил лётчиком в Имперских ВВС Германии на восточном фронте, а в 1921 году эмигрировал в Бразилию, где в Ресифи (Пернамбуку) устроился на принадлежащую семье Лунгрен (нем. Lundgren) текстильную фабрику; также сменил имя на Отто Эрнст Мейер. Примерно в 1925 году бывший авиатор пришёл к идее, что в такой большой стране, как Бразилия, необходим воздушный транспорт, причём множество рек позволяло активно использовать гидросамолёты. К разочарованию Отто Мейера, его идеи однако не нашли поддержки ни в Ресифи, ни в Рио-де-Жанейро (в те годы был столицей Бразилии), но спонсоров удалось найти в Порту-Алегри.
В ноябре 1926 года бывший авиатор вернулся в Германию, чтобы найти самолёты и опытных сотрудников для будущего воздушного перевозчика. В Берлине он начал вести переговоры с руководством Condor Syndikat (являлась дочерней компанией Deutsche Luft Hansa и обслуживала Центральную Америку), по результатам которых было заключено соглашение, что немецкая авиакомпания предоставляла самолёт и персонал для его обслуживания в обмен на 21 % акций будущей бразильской. 19 ноября того же года в штат Риу-Гранди-ду-Сул прибыла летающая лодка Dornier Wal борт D1012, которая получила имя «Atlântico» (с порт. — «Атлантика»); её салон имел пассажировместимость на 9 мест. Лайнер совершил демонстрационные полёты во Флорианополис и Рио-де-Жанейро, при этом пассажирами были журналисты, видеооператоры и крупные министры, которые смогли ознакомиться с самолётом и его возможностями. 26 января 1927 года компания Condor Syndikat получила разрешение в течение 1 года выполнять полёты в Бразилию, а 3 февраля она совершила первый в истории данной страны пассажирский рейс. В тот день «Atlântico» в 8 утра вылетел из Порту-Алегри и, выполнив промежуточную посадку в Пелотасе, вскоре благополучно приземлился в Риу-Гранди.

## История

### Первые шаги

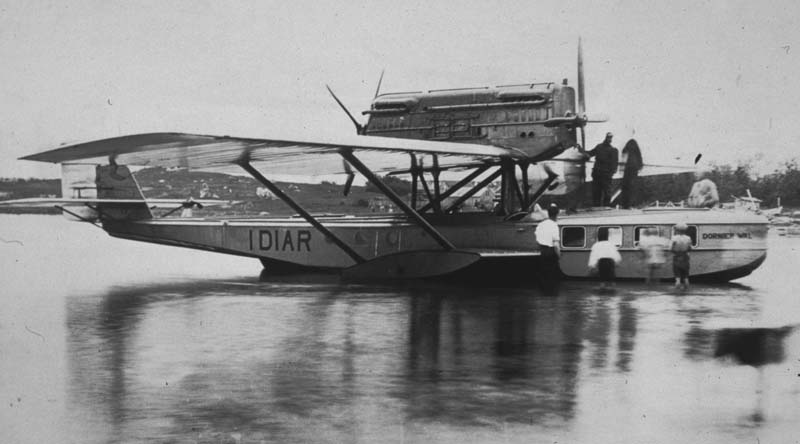
Dornier Wal, аналогичный по конструкции самолёту «Atlântico»

7 мая 1927 года Отто Мейер создал первую в истории страны авиакомпанию — Viação Aérea Rio-Grandense (сокращённо — VARIG), а на её логотип был помещён летящий Бигуанский баклан, который тогда считался самой большой птицей Бразилии. Штат при этом изначально состоял всего из двух человек: сам Мейер и присоединившийся к нему 19-летний Рубен Берта. Новая компания стала летать по маршруту Порту-Алегри—Пелотас—Риу-Гранди, который получил название «Linha da Lagoa» (с порт. — «Трасса лагуны», в честь лагуны Патус); в первом испытательном рейсе был только один пассажир — Гильерме Гастал (порт.-браз. Guilherme Gastal). Полёты выполнялись над водой на высоте 20—50 метров со скоростью 160 км/ч; продолжительность полёта из Порту-Алегри в Пелотас составляла примерно 2 часа, а из Пелотаса в Риу-Гранди — около 20 минут, что было гораздо быстрее по сравнению с поездом, притом что билеты стоили ненамного дороже. Для обслуживания самолёта в устье реки Жакуи на острове Гранде-дос-Мариньейрос, что напротив Порту-Алегри, построили пандус и несколько мастерских — это была первая база (хаб) VARIG. Также в 1927 году по заказу Condor Syndikat из Германии в Рио-де-Жанейро в разобранном виде был доставлен Dornier B Merkur борт D936, имевший поплавковое шасси, а его салон вмещал 9 пассажиров. 16 августа этот самолёт прибыл в порт Риу-Гранди и получив имя «Gaúcho» (с порт. — «Гаучо») стал работать на «Трассе лагуны», а также периодически выполнял полёты на курорты Сидрейра, Трамандаи и Торрис.

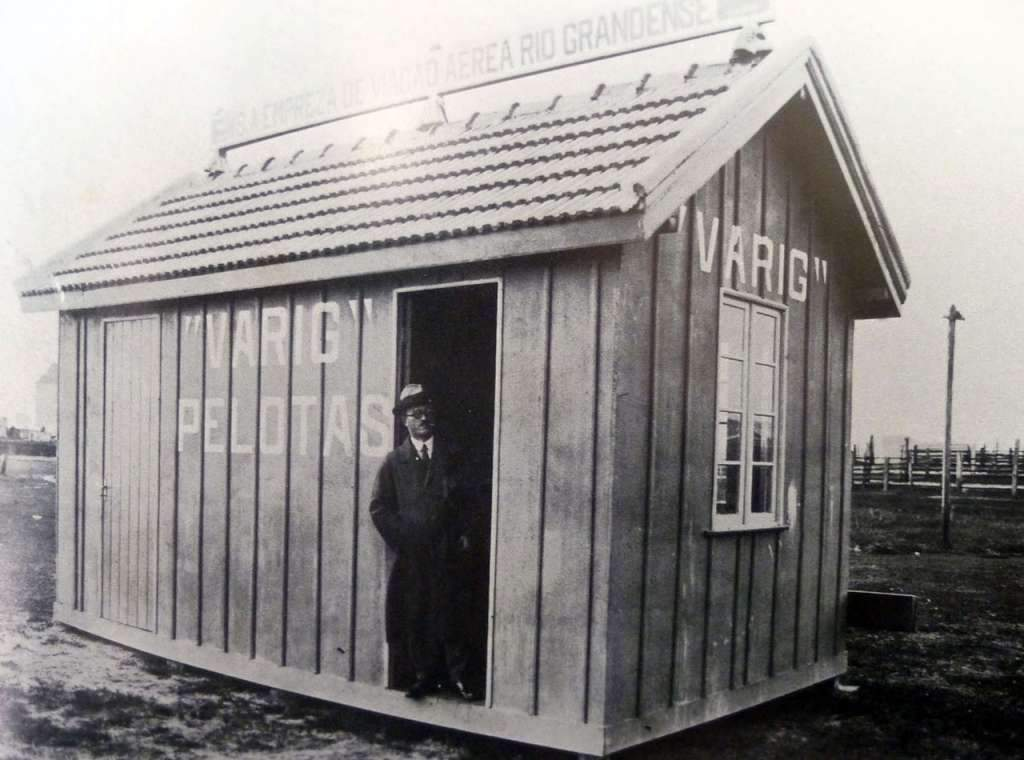
Укрытие для пассажиров в Пелотасе

Организация полётов была довольно примитивной: пассажиры собирались на пристани порта, откуда их на лодке доставляли на остров Гранде-дос-Мариньейрос, где собственно и проверялись билеты. Также выполнялось взвешивание каждого пассажира вместе с его багажом и если данный вес превышал 75 кг, то перевес оплачивался отдельно. На обратной стороне билетов была напечатана памятка: Для вашей же безопасности в самолёте категорически запрещается курить, а также бросать предметы в окна или высовываться из них. Также всем пассажирам раздавали хлопок, который они вставляли в уши, что позволяло уменьшить воздействие шума двигателей, и жевательную резинку, чтобы снизить дискомфорт от перепадов давления. Из-за открытой кабины экипаж был вынужден пользоваться тёплой одеждой и защитными очками, но пассажирский салон обеспечивал клиентам необходимый комфорт, в том числе имел широкие плетённые сидения.
В 1920-х годах авиация для бразильцев была ещё в диковинку, потому часто возникали случаи, когда люди боялись лететь и разворачивались порой уже перед самолётом. Тогда в газетах стали публиковать списки тех, кто не испугался лететь, а сами полёты описывались достаточно подробно и в положительном ключе. Также для рекламы авиации, как безопасного транспорта, Мейер практиковал ночные рейсы, которые однако были довольно сложными, ведь посадки приходилось выполнять на неосвещённую водную поверхность, то есть в условиях практически полной темноты, притом, что радиовысотомеров тогда ещё не существовало. Для решения такой проблемы было придумано устройство, которое представляло собой верёвку длиной 10 метров со свинцовым грузиком на конце; когда при снижении грузило врезалось в воду, в кабине загоралась синяя лампочка, которая предупреждала пилотов о небольшой высоте, благодаря чему те могли заранее выровнять машину перед посадкой. В сентябре Condor Syndikat официально передала в VARIG самолёт «Атлантико», при этом последний получил новый регистрационный номер P-BAAA и был внесён в авиационный регистрационный журнал под номером 01 — самый первый самолёт, зарегистрированный в Бразилии; позже был передан и «Гуачо», который получил регистрационный номер P-BAAB. Всего к концу 1927 года VARIG перевезла 668 пассажиров.

### Становление наземной авиации
В 1929 году компания выкупила у Empresa de Transporte Aéreo два немецких Klemm L.25 с уже колёсными шасси, которые получили имена «Ruysinho» и «Roberto» (по другим данным — «Irma»). Эти самолёты были двухместными (1 пилот и 1 пассажир), поэтому их использовали для перевозки не пассажиров, а почты. В 1930 году VARIG столкнулась с тем неприятным фактом, что гидросамолёты уже требовали крупного ремонта, вызванного коррозией из-за работы в условиях влажного климата. Однако Condor Syndikat прекратила существование ещё в 1928 году, а вместо неё была создана Syndicato Condor, которая была уже зарегистрирована в Бразилии, что позволяло ей свободно выполнять полёты внутри этой страны, а также в Аргентину и Уругвай; в то же время она являлась фактически немецкой и поддерживала интересы Deutsche Luft Hansa. При таком раскладе VARIG была вынуждена 25 июня 1930 года продать Condor «Гуачо», а 2 июля — «Атлантико». В связи с этим в том же году изменился и логотип — водоплавающего баклана сменил Икар.

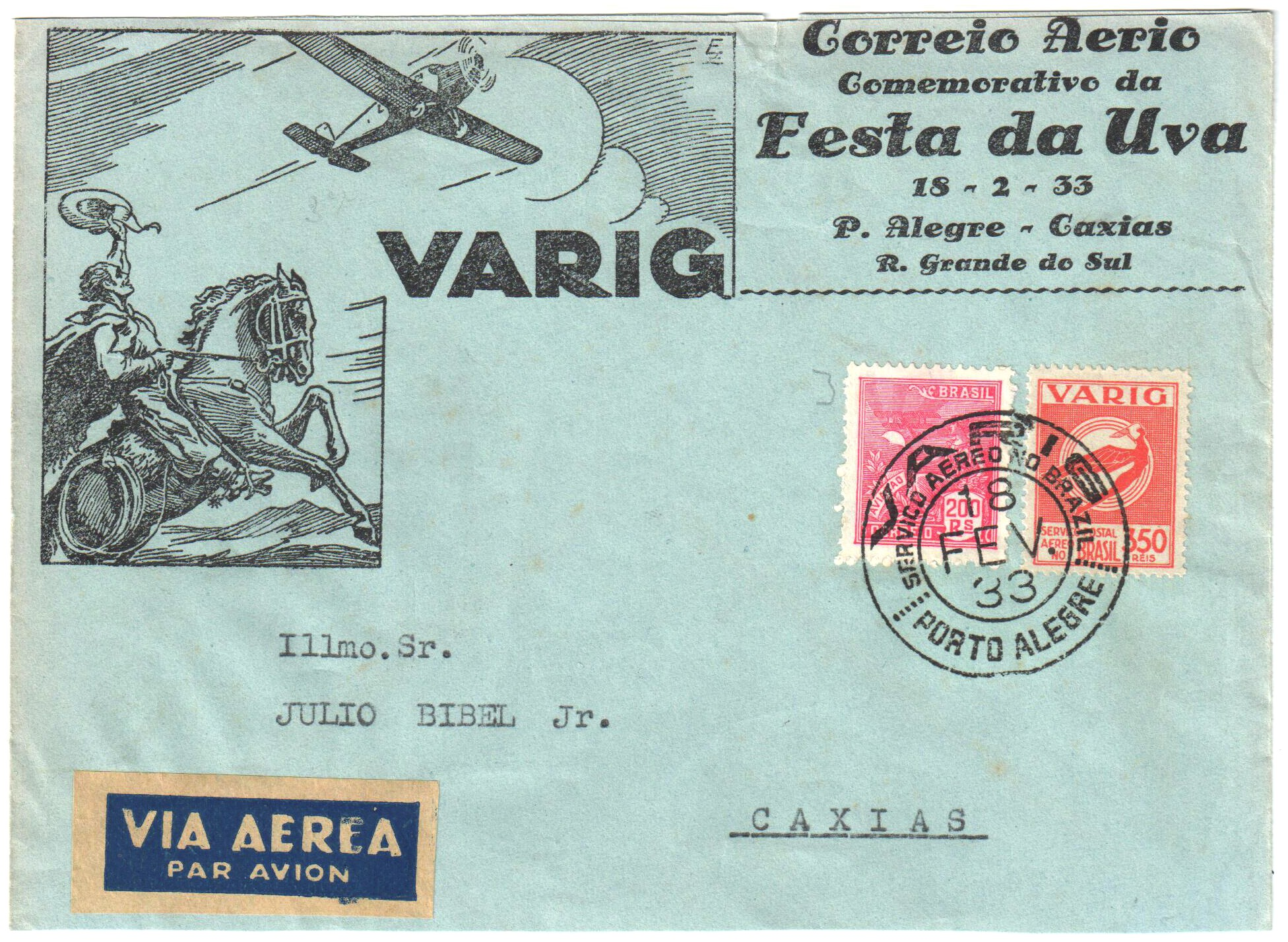
Почтовая карточка с изображением самолёта VARIG (1933 год)

Предприятие Мейера осталось с двумя небольшими самолётами и могло выполнять только почтовые перевозки, поэтому обратилось к властям штата Риу-Гранди-ду-Сул за помощью. VARIG получила в пользование земли для строительства аэродромов у городов штата — Порту-Алегри, Пелотас, Риу-Гранди и так далее. На период строительства аэропортов, у Condor в 1931 году был взят в аренду гидросамолёт Dornier Merkur борт P-BBAA. В том же 1931 году при поддержке властей были приобретены два немецких Junkers A 50 junior, однако после того, как 25 апреля один из них разбился, был куплен ещё один; эти самолёты тоже были двухместные и использовались для почтовых перевозок. Далее в 1932 году, также при поддержке властей, были приобретены два Junkers F.13 Ke, салон которых вмещал пять пассажиров. 18 апреля «Юнкерсы» начали выполнять полёты по маршруту Порту-Алегри—Санта-Крус—Санта-Мария, который назывался «Центральная трасса» (порт. Linha Central), а на следующий день был открыт маршрут Порту-Алегри—Пелотас—Баже—Сантана-ду-Ливраменту, который назывался «Южная трасса» (порт. Linha Sul). При этом аэродромы в те годы были ещё грунтовыми, а пилоты выполняли рейсы преимущественно визуально, ориентируясь по железным дорогам и станциям, лишь в сложных ситуациях прибегая к помощи компаса. 26 сентября 1936 года в VARIG поступил Messerschmitt Bf.108 B Taifun, который имел крейсерскую скорость 300 км/ч, то есть был вдвое быстрее предшественников. Однако данный самолёт вмещал в себя только 3 пассажиров и 1 пилота и не сыскал популярности, в связи с чем уже 24 ноября того же года был продан.
В апреле 1937 года во флот компании поступил Messerschmitt M20 b2, который для того времени был достаточно современным, так как имел на борту туалет и полностью закрытую кабину экипажа, а его салон вмещал 10 пассажиров. С появлением этого самолёта «Южная трасса» была продлена до Уругваяны. А в 1938 году у африканской South African Airways был приобретён Junkers Ju.52/3mge, который изначально мог перевозить 17 пассажиров и, по сравнению с другими самолётами во флоте компании, был самым быстрым и имел наибольшую дальность полёта. VARIG поставила у него в салоне дополнительно ещё 4 места, доведя пассажировместимость до 21, и стала эксплуатировать его на длинных рейсах, которые при этом однако оставались в границах штата; из всего штата авиакомпании этим самолётом, который получил прозвище «Джамбо» (порт. Jumbo), умели управлять лишь три пилота. Также из-за малого пассажиропотока (в мире ещё продолжалась «Великая депрессия») «Юнкерс» использовался на линиях только тогда, когда набиралось необходимое число пассажиров.

### Вторая мировая война

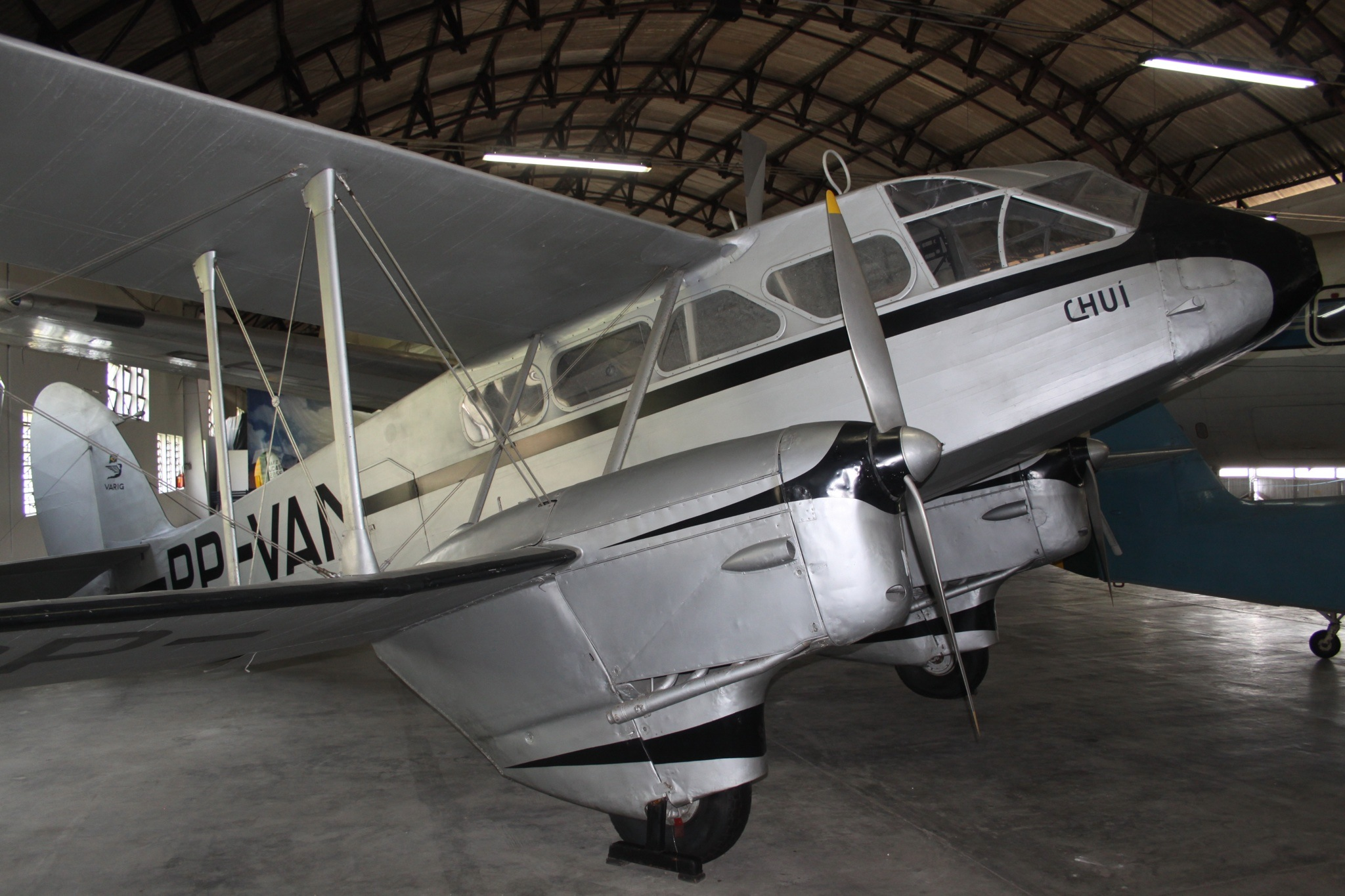
de Havilland DH.89A компании VARIG в аэрокосмическом музее

В 1930-х годах, когда президентом Бразилии был Жетулиу Варгас (подробнее…), между данной страной и Германией было сильное сотрудничество и значительный товарооборот, потому VARIG и закупала именно немецкие самолёты. Однако с началом Второй мировой войны и морской блокады Германии у авиакомпании возникли проблемы с получением запчастей. Помимо этого, 28 февраля 1942 года вскоре после вылета из Порту-Алегри разбился Ju 52, поэтому для компенсации этой потери были приобретены два авиалайнера — итальянский Fiat G.2 и британский de Havilland DH.89A, каждый из которых мог перевозить до 6 пассажиров. Также был приобретён итальянский CANT Z.1012, салон которого тоже вмещал 6 пассажиров; однако уже в тренировочном полёте этот самолёт был существенно повреждён и списан. Используя новые авиалайнеры, 5 августа того же года VARIG совершила свой первый международный рейс из Порту-Алегри в Монтевидео (Уругвай); данный рейс выполнялся раз в неделю.
22 августа 1942 года Бразилия уже официально вступила в войну на стороне союзников, а потому сотрудничество с Третьим рейхом было прекращено. Тогда VARIG, у которой воздушный флот был достаточно разнородным и к тому же состоял преимущественно из машин немецкого производства, попыталась закупить американские самолёты, однако власти США заблокировали эту сделку, так как имели информацию, что её глава Отто Мейер, который был немецким эмигрантом, являлся ярым сторонником нацизма. В связи с этим и из-за политических разногласий Мейер был вынужден в декабре оставить свой пост. Акционеры хотели, чтобы новым президентом VARIG стал Эрико де Ассис (порт.-браз. Erico de Assis), однако 2 ноября того же года Ассис погиб в авиакатастрофе, когда его небольшой самолёт при пролёте Граватаи зацепил ЛЭП и врезался в землю. Тогда главой компании стал Рубен Мартин Берта, который работал в ней с самого первого дня и был предан своему делу, мечтая что застанет, когда компания станет выполнять кругосветные полёты.
С новым руководством компания в 1943 году смогла приобрести у Panair do Brasil три Lockheed 10E Electra уже американского производства. «Электра» могла перевозить 10 пассажиров, а её экипаж состоял из двух человек — пилота и бортинженера; новые самолёты стали обслуживать направления внутри штата и в Монтевидео. В следующем году были приобретены уже 5 самолётов модели Lockheed 10A Electra, которые отличались от предыдущих сниженной мощностью двигателей — с 550 до 450 л. с. Также на «Локхидах» VARIG впервые стала угощать пассажиров закусками, причём коробку с едой разносил бортинженер, ведь стюардов тогда в компании ещё не было.
Вдохновившись работами Du contrat social и Quadragesimo Anno, Берта пришёл к мнению, что управление компанией стоит отдать в руки её же сотрудников. Так в 1945 году был создан «Фонд сотрудников VARIG» (порт.-браз. Fundação de Funcionários da VARIG), которому передали контрольный пакет акций. Теперь каждый сотрудник понимал, что работая во благо авиакомпании он прежде всего улучшал своё собственное благосостояние, что в перспективе должно было повысить результативность.

### Послевоенный рост

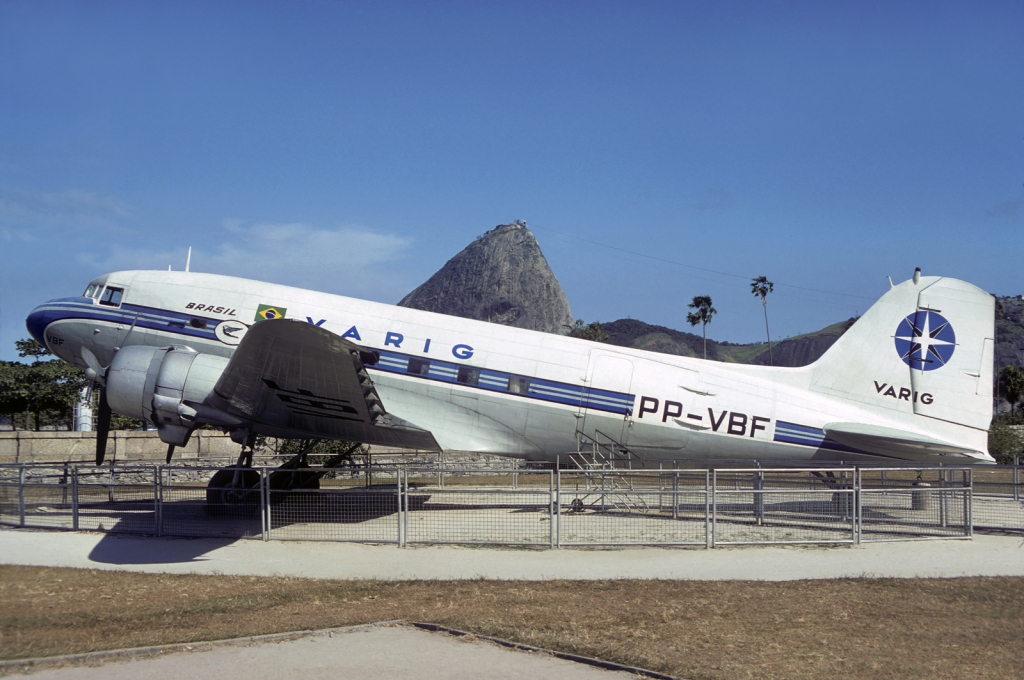
Памятник Douglas DC-3 компании VARIG (ливрея 1961 года). Рио-де-Жанейро.
(уничтожен 31 января 2020 года)

После окончания Второй мировой, на складах скопилось множество транспортных и пассажирских самолётов, которые оказались в военном излишке, а потому стоивших достаточно дёшево. Особенно популярным оказался Douglas DC-3/C-47, приобретаемый различными авиакомпаниями; VARIG не стала исключением, купив в 1946 году поначалу четыре самолёта, а в 1950-х они уже составляли основу флота. Новые лайнеры стали летать по всем направлениям внутри штата, а также в столицу Уругвая и по открытому 27 августа 1946 года маршруту Порту-Алегри—Сан-Паулу—Рио-де-Жанейро. Всего компания приобрела 23 самолёта DC-3/C-47, которые эксплуатировались в вариантах с пассажировместимостью на 21 и 32 места; эксплуатация этих авиалайнеров длилась 25 лет, завершившись 14 августа 1971 года. Появление большого числа «Дугласов» на вторичном рынке после войны привело к расширению существующих, либо появлению новых авиакомпаний, в том числе и в Бразилии, что в свою очередь создало сильную конкуренцию в отрасли воздушных перевозок.
В 1948 году VARIG приобрела два более крупных Curtiss C-46 Commando, а позже поступили ещё десять, которые эксплуатировались в трёх вариантах:
- Люкс (порт. Luxo) — предназначались только для пассажирских перевозок и имели салон с широкими сидениями, которые располагались по схеме 2+2, при этом пассажировместимость составляла 36 мест; билеты на данные самолёты были дороже, по сравнению с другими.
- Смешанный (порт. Mista) — предназначались для грузовых и пассажирских перевозок, причём в последнем случае сиденья в салоне устанавливались по схеме 3+2, а пассажировместимость достигала 46 мест.
- Грузовой (порт. Cargueiro) — предназначались только для грузовых перевозок — во флоте компании это были первые полностью грузовые самолёты.

Для увеличения мощности двигателей, что особенно важно при взлёте, несколько С-46 были оборудованы турбовинтовыми силовыми установками, получив при этом обозначение Super C-46. С учётом 10 самолётов поступивших во флот в 1961 году из Real-Aerovias-Nacional, всего VARIG эксплуатировала 22 «Кёртиса», в том числе 9 в модификации «Супер». К концу десятилетия самолёты авиакомпании летали уже между 22 городами по 28 направлениям, включая международный маршрут в Уругвай. В 1952 году VARIG купила небольшую компанию Aero Geral, что позволило ей присоединить к своей сети маршрутов такие города, как Витория, Салвадор, Масейо, Ресифи, Жуан-Песоа и Натал, тем самым выйдя на северо-восток и усилив конкуренцию с Panair do Brasil. 30 июня 1953 года было открыто ещё одно направление в Монтевидео — из Буэнос-Айреса, а позже был открыт маршрут Рио-де-Жанейро—Сан-Паулу—Порту-Алегри—Монтевидео—Буэнос-Айрес, который выполнялся самолётом Curtiss C-46 примерно за 7 часов 10 минут.

### Выход на маршруты в Северную Америку

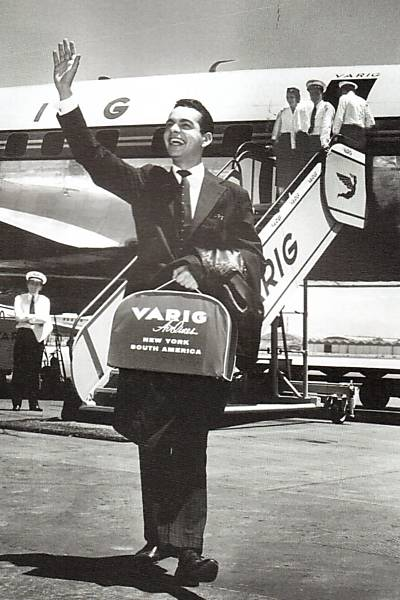
Кауби Пейксото перед посадкой на первый регулярный рейс VARIG в США (2 августа 1955 года)

В октябре 1946 года США и Бразилия заключили соглашение по воздушному сообщению между двумя этими странами, благодаря чему бразильские авиакомпании могли получить разрешение выполнять полёты через Пуэрто-Рико в Нью-Йорк, Вашингтон, Чикаго, Майами и Новый Орлеан. Всего бразильское правительство выбрало две авиакомпании, которые должны были получить право летать в США: Aerovias Brasil и Cruzeiro do Sul (бывшая Syndicato Condor), причём вторая планировала получить маршруты в Нью-Йорк и Вашингтон, для чего даже приобрела три Douglas DC-4. Однако задержки с получением официального разрешения привели к тому, что в 1949 году Cruzeiro продала DC-4 и в мае 1952 года окончательно отказалась от американского направления; в мае 1953 года официальное разрешение на полёты между Рио-де-Жанейро и Нью-Йорком было выдано компании VARIG. Так как американские перевозчики (Pan American World Airways и, вероятно, Braniff International Airways) уже выполняли полёты в Южную Америку, то для успешной конкуренции с ними требовалось во-первых обновить воздушный флот на более современные самолёты, а во-вторых — перестроить инфраструктуру аэропортов под эти самые новые самолёты.
В сентябре 1954 года у американской Pan American World Airways были приобретены четыре (по другим данным — шесть) Convair CV-240-2, которые были созданы после войны и по сравнению с предыдущими лайнерами летали выше и быстрее, а их салон имел улучшенную звукоизоляцию, вмещая при этом до 40 пассажиров. «Конвэйры» стали выполнять полёты между крупными городами страны, а также из Буэнос-Айреса в Монтевидео; эти же самолёты стали первыми в авиакомпании летать по прямому маршруту Рио-де-Жанейро—Сан-Паулу. Благодаря более высоким скоростям, использование этих машин существенно сократило продолжительность рейсов, что достаточно актуально для Бразилии с её большой территорией; при этом подготовка экипажей проводилась в США. Всего компания приобрела 13 таких самолётов, некоторые из которых позже были модернизированы до моделей CV-340 и CV-440. Convair во флоте VARIG должны были обеспечивать быструю доставку пассажиров в Рио, откуда выполнялся главный рейс — в Нью-Йорк, а также помочь в конкурентной борьбе с другими бразильскими авиаперевозчиками.

Lockheed L-1049G компании VARIG

Высокая продолжительность рейсов в Северную Америку потребовала выбрать самолёт, который должен был быть надёжным, а также позволял конкурировать с другими авиакомпаниями. Рассматривая такие авиалайнеры, как Bristol Britannia, de Havilland Comet 1, Douglas DC-6, DC-7, Lockheed L-1049 Super Constellation и Vickers Viscount, VARIG остановила свой выбор на «Супер Конни», заказав последнюю на то время модель L-1049G с увеличенной дальностью полёта. Первые три самолёта (борта PP-VDA, PP-VDB и PP-VDC) были построены в мае—июне 1955 года, в июле прибыли в Бразилию, а 28 июля был выполнен пробный рейс из Рио-де-Жанейро в Нью-Йорк (Айдлуайлд) с промежуточными посадками в Белене, Порт-оф-Спейне и Сьюдад-Трухильо. 2 августа начались уже регулярные рейсы в Нью-Йорк, тем самым открыв маршрут Буэнос-Айрес—Монтевидео—Порту-Алегри—Сан-Паулу—Рио-де-Жанейро—Белен—Сьюдад-Трухильо—Нью-Йорк. По сравнению с предыдущими лайнерами компании, «Локхид» был гораздо больше, поэтому пришлось перестраивать аэропорты, в том числе сооружать новые ангары, мастерские, склады; для повышения имиджа изменилась и ливрея — впервые вдоль иллюминаторов стала наноситься голубая полоса. Однако после начала эксплуатации пришло некоторое разочарование от «Супер Конни», так как выяснилось, что их воздушные винты часто ломались, что привело к необходимости держать резерв запчастей в промежуточных аэропортах, а сам этот самолёт получил прозвище «Лучший трёхмоторный [самолёт] в мире» (порт. Melhor trimotor do mundo). 18 ноября и 11 декабря 1957 года и 17 января следующего поступили ещё три L-1049G (борта PP-VDD, PP-VDE и PP-VDF соответственно), на которых уже были применены метеорадары, а на законцовках крыльев установлены дополнительные топливные баки, что позволило увеличить дальность; новые самолёты выполняли полёты из Рио в Нью-Йорк лишь с одной промежуточной посадкой — в Порт-оф-Спейне или Сьюдад-Трухильо, в зависимости от ветров на маршруте, при этом компания обманывала пассажиров, обозначая в рекламах эти новые лайнеры как «Super H Constellation», хоть они и не относились к модели L-1049H.

Эдит Пиаф, прибывшая в Рио-де-Жанейро рейсом из Нью-Йорка (1957 год)

Рейсы из Рио в Нью-Йорк выполнялись дважды в неделю, а их продолжительность составляла 25 часов, что для середины 1950-х годов считалось невероятно быстро. При этом, выполняя полёты в США, VARIG вступала в конкуренцию с такими крупными перевозчиками, как бразильская Real-Aerovias-Nacional, самолёты которой летали в Майами и Лос-Анджелес, а также американской Pan American World Airways, которая вообще была крупнейшей в Новом Свете. Для привлечения пассажиров на свои рейсы, VARIG была вынуждена обслуживать их по максимально возможному уровню, в том числе на борту кормили изысканными деликатесами, которые тут же на кухне готовил профессиональный шеф-повар, и к которым шли различные вина и шампанское. К тому же еду подавали в фарфоровой посуде с серебряными столовыми приборами, а напитки наливали в хрустальные бокалы. Была на борту и гостиная со вращающимися креслами, чтобы клиенты могли развеяться, и 52 кровати для сна в длительном полёте. Поначалу правда пришлось нанимать американских стюардесс, так как в самой компании тогда все бортпроводники были мужчинами, а потому могли смутить женщин и детей, которые перед сном на борту переодевались в пижамы, но со временем эта проблема была решена. Также «Локхиды» изначально имели только салоны первого класса, в которых сиденья располагались по схеме 2+2, но позже передний салон был переделан в туристический класс с расположением сидений по схеме 3+2; пассажировместимость лайнера составляла 63 места.

### Начало реактивной эры

Boeing 707-441 компании VARIG

В 1949 году свой первый полёт совершил первый в мире серийный реактивный авиалайнер — de Havilland Comet 1, а в 1952 году он стал совершать уже регулярные рейсы. После этого в ряде стран также начались работы по проектированию реактивных пассажирских самолётов, а многие крупные авиакомпании разместили заказы на них, ведь теперь пассажиров можно было доставлять гораздо быстрее и порой даже дешевле, по сравнению с быстро устаревшими поршневыми винтовыми. VARIG и на этот раз решила не отставать, сделав выбор в пользу предприятия The Boeing Company, которому в сентябре 1957 года заказала два самолёта модели 707-400 для эксплуатации на маршруте Рио-де-Жанейро—Нью-Йорк; данная модель была идентична 707-300 (удлинённая версия оригинальной 707-100), но вместо американских двигателей Pratt & Whitney JT4A на ней были применены более экономичные британские Rolls-Royce Conway 508. Однако так как The Boeing Company имела уже большой пакет заказов и от других операторов, бразильская компания в октябре того же года заказала также и французский региональный Sud Aviation SE-210 Caravelle, став его третьим заказчиком после Air France и Scandinavian Airlines System. VARIG стала первой авиакомпанией Бразилии, которая заказала себе реактивные авиалайнеры.
24 сентября 1959 году в Порту-Алегри прибыл первый в Бразилии пассажирский реактивный самолёт — SE-210 Caravelle I борт PP-VJC (был построен 31 августа, передан компании 22 сентября); данный лайнер имел салон первого класса, рассчитанный на перевозку 40 пассажиров — 10 рядов кресел, расположенных по схеме 2+2. В сентябре «Каравела» совершила несколько опытных полётов, а 2 октября выполнила первый рейс в Нью-Йорк по маршруту Порту-Алегри—Сан-Паулу (Конгоньяс)—Рио-де-Жанейро—Белем—Порт-оф-Спейн—Нассау—Нью-Йорк; в истории аэропорта Айдлуайлд (Нью-Йорк) это был первый приземлившийся в нём реактивный авиалайнер. 12 декабря прибыла уже вторая «Каравелла» — борт PP-VJD, которая также стала выполнять полёты в Нью-Йорк. Всего из Рио в Нью-Йорк теперь совершалось четыре рейса в неделю, два из которых выполняли «Супер Конни» и два — «Каравелла», причём если в первом случае весь перелёт занимал 25 часов, то во втором — всего 14, что позволяло компании не отставать от конкурентов. Эксплуатацию поначалу осложняло то обстоятельство, что реактивные двигатели тогда ещё не имели реверса, а потому для торможения при посадке использовался парашют, который потом приходилось собирать и убирать на место. Данная проблема была устранена в 1961 году после замены двигателей на новые, уже с реверсом, при этом модель самолёта сменилась на Caravelle III.
22 июня 1960 года в компанию поступил первый Boeing 707-441 (модель 707-400, 41 — код авиакомпании VARIG в Boeing) — борт PP-VJA, а чуть позже — борта PP-VJB и PP-VJJ. С 20 июля «Боинги» заменили «Каравеллы» на рейсах в Нью-Йорк, при этом летая уже трижды в неделю, причём благодаря тому, что была выбрана модель с британскими двигателями, данные рейсы впервые в истории стали выполняться без промежуточных посадок и занимали лишь 9 часов; знаменитая Pan American с её менее экономичными Boeing 707-320 на такое была просто неспособна! Однако такие полёты были достаточно сложными, особенно на таком этапе, как взлёт, ведь самолёты приходилось заправлять практически полностью, поэтому при вылете из аэропорта Галеан (Рио-де-Жанейро) они использовали всю длину ВПП; когда в аэропорту Галеан стали выполнять работы по увеличению длины полосы, рейсы в Нью-Йорк временно выполнялись из Бразилиа. Хотя 707-400 был рассчитан на перевозку до 150 пассажиров, в VARIG их эксплуатировали в конфигурации салона на 48 мест первого класса и 90 мест туристического класса, то есть всего на 138 пассажиров.
После поступления «Боингов», «Каравеллы» были переведены на внутренние рейсы, где их первый класс оказался излишеством, поэтому за счёт уплотнения кресел пассажировместимость сначала была доведена до 52, затем до 68, и наконец до 73 мест. 27 сентября 1961 года борт PP-VJD потерпел аварию из-за жёсткой посадки в Бразилиа; для его замены в том же году у Air Algerie был приобретён ещё один SE-210, которой получил бортовой номер PP-VJI. В целом же «Каравелла» в авиакомпании оказалась непопулярна, поэтому в 1964 году обе машины были проданы: PP-VJC — в Air Vietnam, PP-VJI — в Avensa.

### Приобретение Real-Aerovias-Nacional

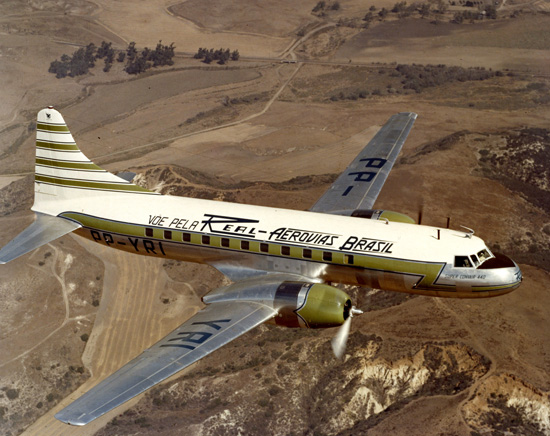
Convair CV-440 компании Real-Aerovias

В 1950-х годах одним из основных воздушных перевозчиков Бразилии был лоукостер Real Transportes Aéreos, основанный в 1945 году и который расширял свою сеть перевозок за счёт приобретения небольших авиакомпаний, благодаря чему смог доминировать в северо-восточном регионе. Когда в 1954 и 1956 году были куплены контрольные пакеты акций Empresa de Transportes Aéreos Aerovias Brasil S/A (Aerovias Brasil) и Transportes Aéreos Nacional соответственно, был создан Consórcio Real-Aerovias-Nacional. В 1957 году данный консорциум имел флот из 117 самолётов и занимал по этому показателю 7-е место среди авиакомпаний мира, в том числе он был крупнейшим оператором Douglas DC-3 (от 87 до 99 самолётов). Помимо этого, Real имел доступ на внутренние перевозки в Парагвае, а также выполнял рейсы в США, летая в Майами и Лос-Анджелес. При этом на рейсах в Северную Америку данная компания конкурировала с VARIG, и если вторая завлекала клиентов качественным обслуживанием, то первая это осуществляла благодаря сниженным тарифам, за что однако подвергалась критике от IATA, которая обвинила её в жёсткой конкуренции.
9 июля 1960 года Real начала выполнять рейсы по маршруту Рио-де-Жанейро—Лос-Анджелес—Гонолулу—Токио, используя L-1049H Super Constellation, однако расширение сети привело к тому, что компания понесла большие убытки и в 1961 году уже оказалась в сложном экономическом положении. VARIG не упустила возможности воспользоваться такой ситуацией и 2 мая выкупила 50 % акций дочерней Aerovias Brasil; концерн тем не менее продолжал разваливаться, поэтому по просьбе бразильского правительства VARIG в августе того же года приобрела его полностью, благодаря чему к ней перешли права выполнять международные рейсы в Лиму, Боготу, Каракас, Мехико, Майами, Чикаго, Лос-Анджелес и Токио (через Гонолулу), а также значительно расширилась сеть внутренних перевозок. При этом флот Real на тот момент насчитывал 106 самолётов, то есть гораздо больше, чем у VARIG, но последняя была вынуждена продать часть, чтобы снизить убытки от этой сделки, оставив себе следующие машины:
- Douglas DC-3/C-47 — 26 самолётов[29] (известны номера только 18[40]).
- Curtiss C-46A-CU — 10 самолётов[30] (по другим данным 12[40]).
- Convair CV-340-62/440-62 — 15 самолётов[40].
- Lockheed L-1049H Super Constellation — 4 самолёта[40]. Так как к 1961 году эти лайнеры уже устарели, то VARIG конвертировала их в грузовые и никогда больше не использовала в пассажирских перевозках[33].
- Douglas DC-6B — 5 самолётов. Имели пассажировместимость на 80 мест и выполняли полёты между Рио-де-Жанейро, Сан-Паулу, Куритибе и Порту-Алегри; в 1970 году были проданы ВВС Бразилии[41].

В связи со значительным расширением сети маршрутов, на килях самолётов VARIG с 1961 года появился знаменитый логотип — синяя «Роза ветров». В то же время данная сделка вкупе со сложностями от резкого увеличения числа маршрутов привела к тому, что в течение нескольких лет компания несла убытки, сумев выйти в положительный баланс только в 1966 году.

### «Коронадо» и «Электра»

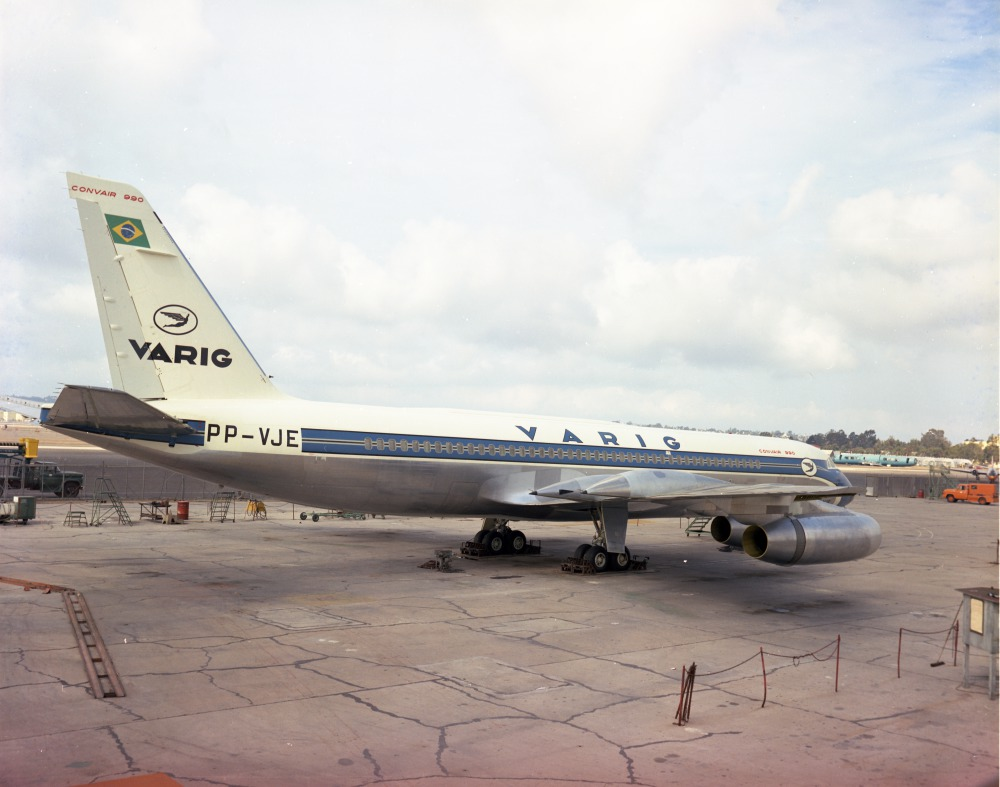
Convair CV-990-30A Coronado компании VARIG с логотипом «Икар» 1954 года

В 1960 году Aerovias Brasil ещё будучи в составе консорциума Real-Aerovias-Nacional сделала заказ стоимостью около $17 млн авиапроизводителю Convair на четыре турбореактивных CV-880 с комплектом запчастей и имевших пассажировместимость на 105 мест (40 в первом классе и 65 в туристическом). Консорциум REAL рассчитывал, что данные лайнеры будут обслуживать направления в Японию, Майами и Лос-Анджелес, а их более высокая скорость позволит значительно сократить время полёта; помимо этого, были планы и начать обслуживать маршруты в Нью-Йорк и Европу. Однако 19 августа 1959 года, уже в процессе строительства заказанных самолётов, REAL изменил заказ, решив приобрести три CV-990 Coronado, которые были уже больше и быстрее 880-х и к тому же с увеличенной дальностью, что было актуально при выполнении тихоокеанских рейсов в Японию. Кроме того, они были быстрее других реактивных авиалайнеров первого поколения.
Когда в 1961 году VARIG приобрела Real вместе с его дочерними компаниями, она попыталась отменить данный заказ, ведь её выбор был сделан в пользу Boeing 707, но это оказалось тщетно. «Коронадо» по первоначальному плану должны были прибыть в Бразилию 13 ноября, 17 и 21 декабря 1961 года, поэтому к 6 ноября того же года авиакомпания отобрала из лётных экипажей 25 человек, которых направила в Калифорнию на подготовку. Из-за задержки, вызванной спорами относительно заказа, авиалайнеры должны теперь были прибыть в январе, феврале и марте 1962 года, но оператор ещё не был готов к их получению, так как было непонятно, где их использовать; 22 марта было принято решение, что они могут обслуживать направление в Японию. Возникли проблемы и с сертификацией данного самолёта в самих США, что привело к доработке до улучшенной модели CV-990A, а потому поставки в Бразилию передвинулись уже на второй квартал 1963 года. Но компания по-прежнему отказывалась от них, мотивируя это отсутствием гарантий, что данные самолёты способны при максимальном весе успешно работать в аэропорту Конгоньяс—Сан-Паулу. Тогда 10 декабря 1962 года в Сан-Паулу из Сан-Диего прибыл борт № 5602G — второй серийный CV-990A; чтобы показать возможности машины, пилот выполнил посадку на полосу 34 (под гору!) с попутным ветром, при этом пробег составил только половину длины ВВП. Самолёт загрузили мешками с песком до максимально допустимого веса, после чего выполнили несколько полётов в различных погодных условиях, на основании которых 20 февраля 1963 года руководство VARIG наконец одобрило получение трёх «Коронадо».
4 апреля в Порту-Алегри приземлился первый самолёт (борт PP-VJE), а к концу месяца прибыли и остальные два (PP-VJF и PP-VJG). 26 апреля один из них, с целью рекламы, доставил бразильского президента Жуана Гуларта в Монтевидео (Уругвай), а 28 апреля CV-990 стали выполнять регулярные рейсы. Изначально их пассажировместимость составляла 105 мест (16 в первом классе и 87 в экономклассе), но позже в компании её увеличили до 117 в двухклассовой компоновке. 29 июня 1963 года борт PP-VJF доставил президента страны в Рим на коронацию Павла VI в Ватикане, а 22 августа того же года борт PP-VJG привёз в Порту-Алегри Йеду Марию Варгас — победительницу конкурса Мисс Вселенная 1963. С июня 1964 «Коронадо» стали летать из Рио в Лос-Анджелес, чуть позже в Буэнос-Айрес, Монтевидео, Лиму, Боготу, Каракас и Асунсьон, а в дальнейшем в Панаму, Мехико, Майами, Рим, Милан, Мадрид, Лиссабон и Дакар. Когда в 1965 году флот пополнился парой Douglas DC-8 (см. ниже), VARIG оказалась единственной авиакомпанией в мире, эксплуатировавшей сразу три реактивных авиалайнера первого поколения: Boeing, Douglas и Convair (все Sud Aviation Caravelle к тому времени были уже проданы). Как и остальные операторы, бразильская авиакомпания в целом не была удовлетворена самолётом, который по сравнению Boeing 707 имел меньшую пассажировместимость и экономичность, а его более высокая скорость оказалась не востребована; борт PP-VJE был продан в мае 1967 года в Alaska Airlines, а остальные два — в июне-июле 1971 года в Modern Air.

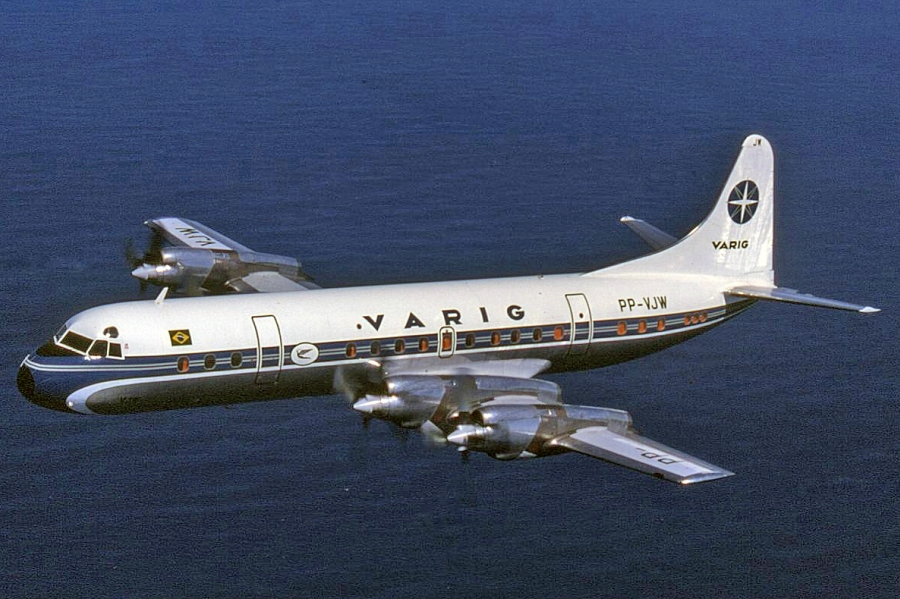
Lockheed L-188A Electra компании VARIG

Real-Aerovias-Nacional до своего закрытия успел совершить ещё один заказ, но уже на вторичном рынке у American Airlines — партию турбовинтовых Lockheed L-188A Electra, также известных как Electra II (чтобы не путать с L-10 Electra). VARIG не смогла отменить и этот заказ, поэтому 30 августа 1962 года получила свою первую «Электру» — борт PP-VJM, который 2 сентября прибыл в Бразилию; в сентябре—ноябре поступили ещё четыре таких лайнера. Данные машины могли перевозить до 90 пассажиров на маршрутах средней протяжённости, при этом по сравнению с поршневыми самолётами они были гораздо быстрее, а по сравнению с турбореактивными — экономичней. В том же 1962 году они стали обслуживать внутренние маршруты, в том числе Сан-Паулу—Рио-де-Жанейро—Ресифи—Форталеза и Сан-Паулу—Рио-де-Жанейро—Манаус, а также еженедельно выполняли рейсы в Нью-Йорк по маршруту Сан-Паулу—Рио-де-Жанейро—Белен—Порт-оф-Спейн—Санто-Доминго—Нью-Йорк. 22 мая 1965 года в рамках договора «Voo da Amizade» (с порт. — «Полёт дружбы») «Электры» стали выполнять полёты в Португалию по маршруту Рио-де-Жанейро—Ресифи—Сал—Лиссабон, при этом первым данный рейс совершил борт PP-VJO. Но особенно интенсивно L-188 летали на трассе Рио-де-Жанейро—Сан-Паулу, которая по объёму пассажиропотока занимала первое место в стране. Начав выполнять полёты на данной трассе в сентябре 1962 года, «Электры» оказались очень популярны у пассажиров, поэтому с ноября 1968 по июнь 1970 года компания приобрела у American Airlines и Northwest Airlines ещё десяток этих машин; два самолёта относились к модели L-188C, то есть их можно было конвертировать из пассажирских в грузовые и обратно, однако на деле грузовые перевозки они почти не совершали. В 1980-х, когда стали поступать более современные региональные самолёты, все четырнадцать «Электр» (борт PP-VJP разбился 5 февраля 1970 года при посадке в Порту-Алегри) продолжали летать из Рио в Сан-Паулу; эксплуатация этих машин на данной трассе, а также в авиакомпании, прекратилась только 6 января 1992 года. Среди всех самолётов, которые когда-либо были во флоте VARIG, «Локхид Электра» эксплуатировался дольше всех — почти 30 лет. Борт PP-VJM, который стал первой «Электрой» в авиакомпании, был сохранён и ныне является экспонатом аэрокосмического музея в Рио-де-Жанейро.

### Закрытие Panair

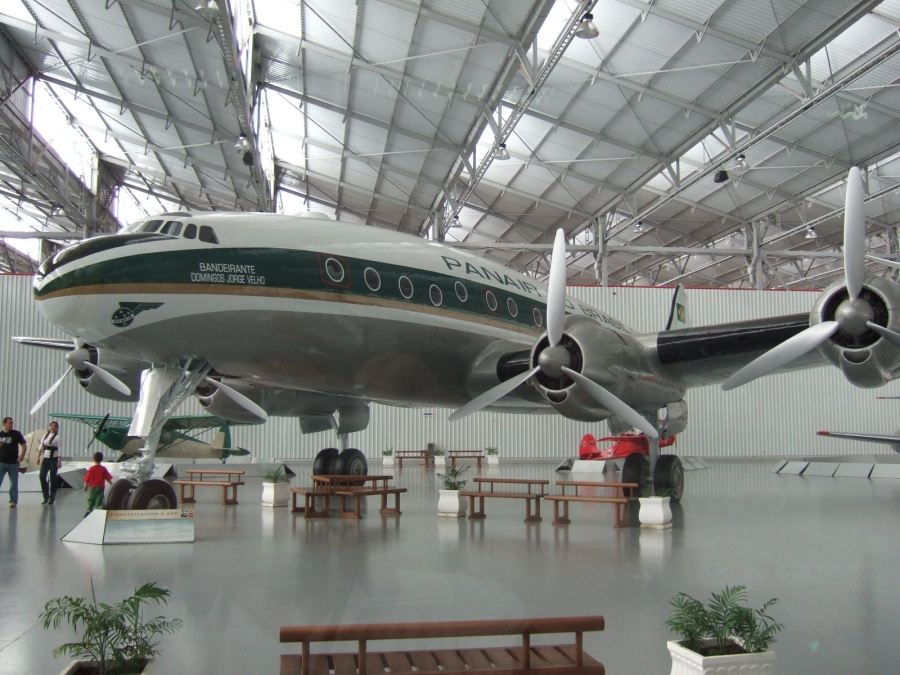
Lockheed L-049 Constellation в ливрее Panair do Brasil

Авиакомпания Panair do Brasil была основана в январе 1930 года как NYRBA do Brasil, но была переименована уже в октябре, когда стала полностью принадлежать американской Pan American Airways. В период Второй мировой войны Panair значительно расширилась и вскоре стала крупнейшей авиакомпанией в Латинской Америке. Также с 1942 года бразильское правительство начало постепенно выкупать у Pan American акции «Панэйр» и к 1946 году 52 % акций последней, то есть контрольный пакет, принадлежали государству. Panair do Brasil стала флагманским авиаперевозчиком Бразилии, выполняя полёты в различные страны, в том числе в Европу, и имела соглашения с Aerolíneas Argentinas, Alitalia, Lufthansa и TAP Portugal. В 1961 году при участии таких крупных бизнесменов, как Селсо да Роша Миранда и Марио Уоллес Симонсен были выкуплены оставшиеся акции, благодаря чему компания стала полностью государственной.

Рубен Мартин Берта

Однако в ночь с 31 марта на 1 апреля 1964 года в Бразилии произошёл военный переворот, в результате которого президент Жуан Гуларт был отстранён от власти, а в стране установилась военная диктатура во главе с маршалом Кастелу Бранку. Для Panair do Brasil возникшая ситуация ничего хорошего не сулила, ведь за ней стояли бизнесмены, которые были сторонниками свергнутого президента и не поддержали переворот. Начиная уже с середины 1964 года пошли слухи, что военные намереваются вмешаться в дела флагманской авиакомпании, аргументируя это высокой коррупцией в совете директоров. А 11 января 1965 года Министром авиации стал Эдуарду Гомеш, который был сторонником военного переворота.
Вечером в среду 10 февраля 1965 года Panair do Brasil работала в обычном режиме, когда неожиданно в её штаб-квартиру в аэропорту Сантос-Дюмон (Рио-де-Жанейро) пришла телеграмма, подписанная Эдуарду Гомешом, согласно которой авиакомпания должна прекратить все полёты, так как её сертификат отзывается из-за крупных долгов, которые она погасить не в состоянии. Одновременно с этим, ангары и другие сооружения компании были оцеплены военными. Panair попыталась спасти свой капитал, подав заявление о защите от банкротства, однако 15 февраля суд в Рио-де-Жанейро объявил её банкротом.
Запретив Panair выполнять полёты, военное правительство в тот же день утвердило, что её внутренние рейсы возьмёт на себя компания Cruzeiro do Sul, а международные — VARIG. В данной ситуации обращает на себя внимание тот факт, что указание о закрытии флагманской авиакомпании оказалось неожиданным для неё самой и населения, но не для компаний Cruzeiro и VARIG, ведь ни один рейс Panair не был отменён. Например, руководство последней получило телеграмму о решении правительства за несколько минут до того, как из Рио должен был вылететь её Douglas DC-8-33 борт PP-PDS, выполнявший рейс PB-22 во Франкфурт (с промежуточными посадками в Ресифи, Даккаре и Лиссабоне), однако вместо него VARIG почти сразу предоставила свой Boeing 707-441 борт PP-VJA. В связи с этим достаточно популярна теория, что одним из идеологов закрытия Panair был Рубен Берта — глава VARIG, который являлся союзником военного правительства; к тому же после устранения бывшего флагмана, его компания теперь получала доступ на маршруты в Европу, что означало увеличение прибыли, а значит и выход из сложного экономического положения, в котором VARIG находилась с начала 1960-х после приобретения консорциума Real.
В декабре 1984 года Верховный суд установил, что обвинения против Panair do Brasil являлись ложными, а решение о банкротстве было вынесено под давлением военных; через 30 лет, 10 декабря 2014 года к аналогичным выводам пришла и Национальная комиссия правды.

### Выход на маршруты в Европу

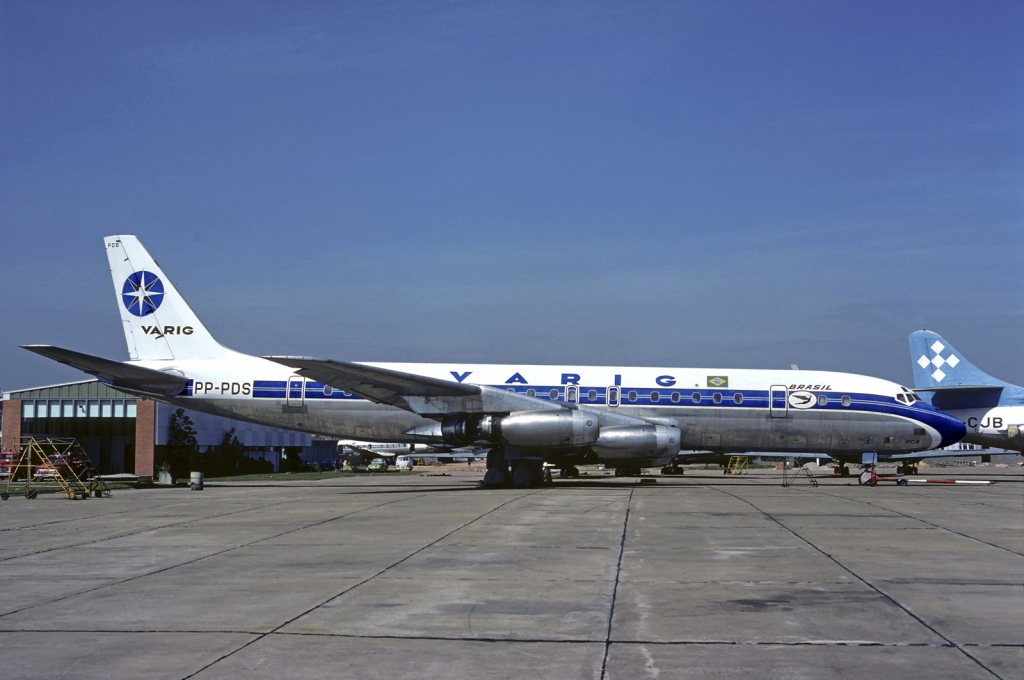
Douglas DC-8-33 компании VARIG

Когда Panair прекратила существование, VARIG стала считаться монополистом на международных перевозках (хотя сама отрицала это, утверждая, что соперничает с американскими операторами), при этом к своим уже имеющимся маршрутам она добавила также направления в Европу и на Ближний Восток. Однако на тот момент во флоте VARIG числились только два Boeing 707-400 и три CV-990, которые также обслуживали направления в Центральную Америку и США. При этом из парка бывшего флагмана были переданы только два Douglas DC-8-33 (борта PP-PDS и PP-PEA), которые с 15 июля стали выполнять рейсы по маршрутам Рио-де-Жанейро—Лиссабон—Париж—Лондон, Рио-де-Жанейро—Лиссабон—Париж—Франкфурт, Рио-де-Жанейро—Монровия—Мадрид—Рим—Бейрут и Рио-де-Жанейро—Монровия—Мадрид—Рим—Милан. А полёты из Рио в Лиссабон и вовсе на первых порах пришлось выполнять среднемагистральными турбопропами Lockheed L-188A Electra.

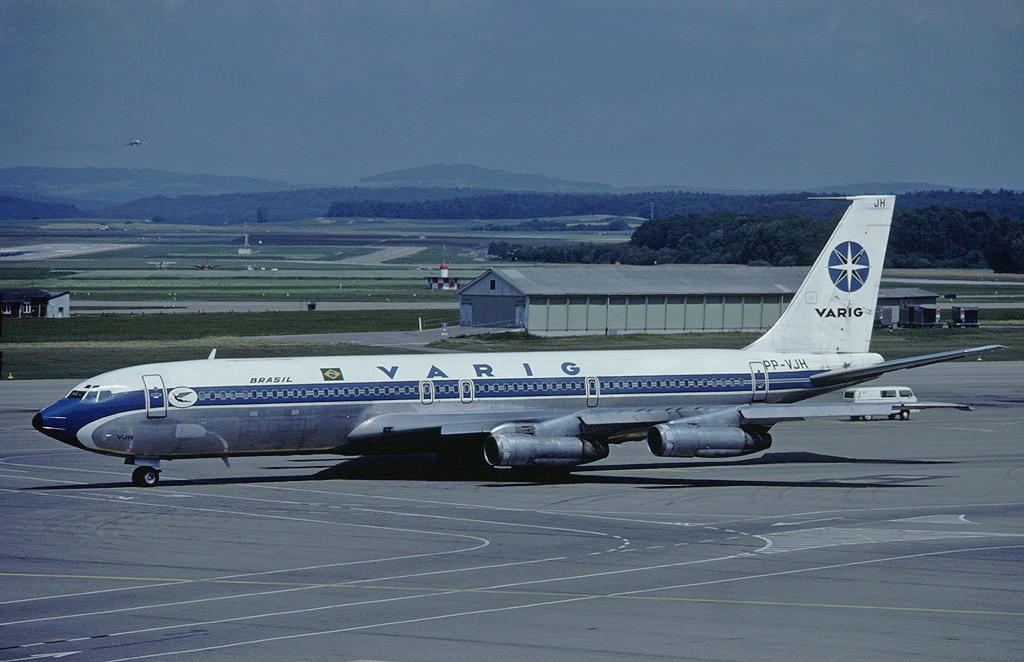
Boeing 707-320C компании VARIG

Для того, чтобы справиться с возросшим объёмом перевозок, компания заказала партию Boeing 707, причём на сей раз это была модель 707-320C с более совершенными двигателями Pratt & Whitney JT3D-3, а индекс «C» означал, что самолёт был конвертируемым, то есть его можно было использовать как для пассажирских, так и для грузовых перевозок. К тому же данная модель имела увеличенные взлётный вес и объём топливных баков, благодаря чему могла перевозить больше пассажиров или груза на более длинные дистанции, тем самым выполняя трансатлантические рейсы без промежуточных посадок. Первые два 707-341C (борта PP-VJR и PP-VJS) поступили 28 декабря 1966 года, а 22 марта 1967 года прибыл и третий — борт PP-VJT. Новые лайнеры стали обслуживать направления в Европу, тогда как DC-8 и CV-990 стали летать по более коротким маршрутам в Майами. 707-320C продолжали поступать и дальнейшем, а всего компания получила 17 самолётов данной модели, в том числе несколько в полностью грузовом варианте.
VARIG стала быстро развиваться, чему помогала помощь от властей, которые ограничили число прибывающих рейсов иностранных операторов, чтобы у бразильского перевозчика было больше пассажиров, а также скупали часть непроданных билетов. Помимо этого, компания снизила до минимума цены на билеты, чтобы избежать демпинга от конкурентов. Когда со временем число рейсов значительно возросло, а заполняемость самолётов повысилась, необходимость в финансовой поддержке от государства отпала.
14 декабря 1966 года глава компании 59-летний Рубен Берта готовясь к собранию умер от инфаркта прямо за рабочим столом; в память о нём Фонд сотрудников был переименован в Фонд Рубена Берты. Новым руководителем VARIG стал Эрик Каструп де Карвальхо (порт.-браз. Erik Kastrup de Carvalho), в прошлом работавший в Panair и который продолжил политику Берты по расширению сети маршрутов по земному шару.

### Конец эпохи поршневых самолётов

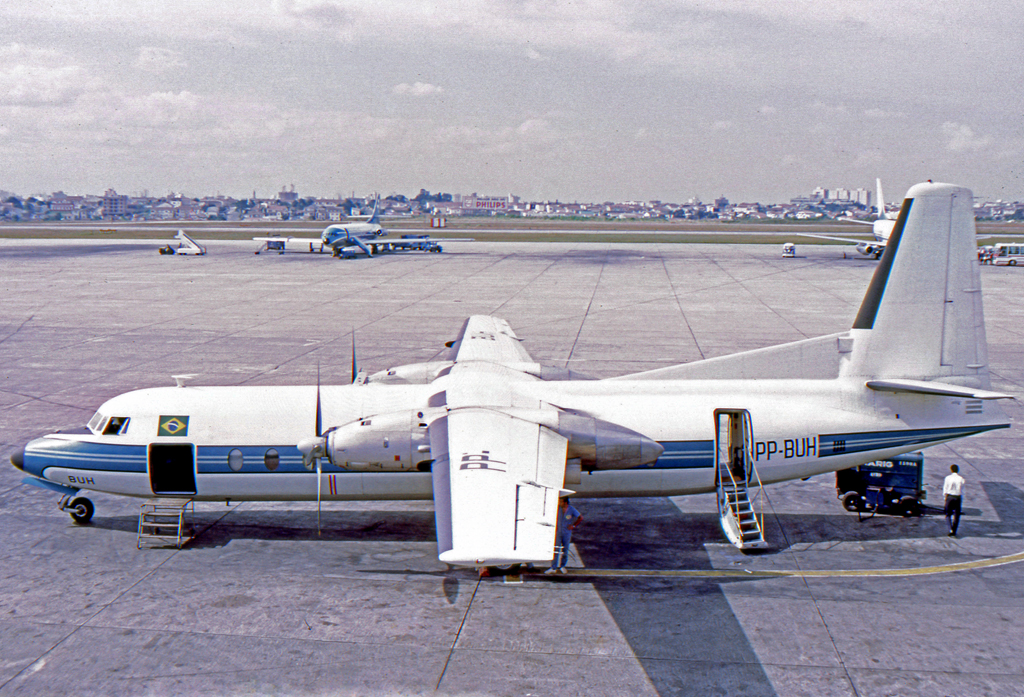
Fairchild Hiller FH-227B компании VARIG

В 1966 году флот VARIG состоял из сотни самолётов, но в основном это были устаревшие с поршневыми двигателями: Douglas DC-3, Curtiss C-46, Convair CV-240/340/440, а также Douglas DC-6 и Lockheed L-1049 Super Constellation. Для обновления и стандартизации этого разнообразного парка компания во второй половине 1960-х годов стала активно исключать поршневые лайнеры, в том числе в 1967 году прекратилась эксплуатация DC-6, а через год — Super Constellation. Крупный флот DC-3, который ещё в 1964 году насчитывал более полусотни машин, к 1969 году сократился наполовину. В 1971 году эксплуатация самолётов с поршневыми моторами в авиакомпании была полностью прекращена; в том же году продали и неэкономичные CV-990.
Но исключая поршневые самолёты, их надо было чем-то заменять. И если на дальних международных трассах успешно работали 707-е, то для маршрутах средней протяжённости использовались L-188 Electra, при этом к уже имеющимся пяти машинам были приобретены ещё десять. Однако для более коротких маршрутов, на которых раньше работали DC-3, эти лайнеры не подходили, поэтому компания в декабре 1965 года взяла в лизинг один Avro 748 (борт PP-VJQ), после чего заказала ещё десяток данных машин (модель 748-235), которые начали поступать с 1967 года. Эти самолёты обслуживали преимущественно маршруты внутри штата Риу-Гранди-ду-Сул до 1976 года. В связи с банкротством в 1970 году бразильской Paraense Transportes Aereos, 29 мая были приобретены ранее принадлежащие ей четыре турбовинтовых Fairchild Hiller FH-227B (известны два — борта PP-BUH и PP-BUI), которые имели пассажировместимость 44 места. Лайнеры были окрашены в ливрею VARIG, но без логотипов, так как работали только на воздушном мосту Рио—Сан-Паулу, при этом среди пассажиров за ними закрепилось прозвище «Boko Moko», пришедшее из популярных тогда рекламных роликов лимонада Guaraná Antarctica; в 1975 году эти самолёты были проданы бразильской TABA и аргентинской CATA (по другим данным — аргентинской Aerochaco).
Обновляя флот, VARIG во второй половине 1960-х почти не расширяла сеть, но тем не менее с 1 ноября 1966 года её самолёты стали летать в Цюрих (Швейцария), а с 15 апреля 1968 года — в Копенгаген (Дания). По данным на 1969 год лайнеры выполняли полёты между 94 городами, а всего за данный год было перевезено 1,34 миллиона пассажиров. 21 июня 1970 года в истории компании начался новый этап, когда стали совершаться рейсы над Африкой в Йоханнесбург (ЮАР) с промежуточной посадкой в Луанде (Ангола), а 26 июня 1977 года был присоединён и Лагос (Нигерия).
В октябре 1970 года с завода поступили четыре Boeing 727-41 (борта PP-VLD, PP-VLF, PP-VLG и PP-VLH) с пассажировместимостью 114 мест, которые работали на большинстве внутренних маршрутов, заменив «Локхид Электру», а также на международных в пределах Южной Америки; помимо этого, они использовались на маршрутах Рио-де-Жанейро—Манаус—Богота—Мехико и Сан-Паулу—Рио-де-Жанейро—Бразилиа—Манаус—Каракас—Майами. Позже VARIG получила ещё несколько 727-100, но уже приобретала их на вторичном рынке. Тем временем VASP с 1969 года успешно эксплуатировала более экономичные двухдвигательные Boeing 737-200, став первым в Бразилии оператором этого самолёта; VARIG решила последовать её примеру и заказала аналогичные лайнеры. Первый B737-241 (борт PP-VME) поступил во флот 21 октября 1974 года; в течение 1974—1975 годов с завода прибыли ещё девять 737-241, которые стали выполнять основной объём перевозок на внутренних маршрутах компании, в результате чего «Электра» стала работать исключительно на «мосту» Рио-де-Жанейро—Сан-Паулу, 727-е с 1975 года закупались только для грузовых перевозок, а все HS-748-235 и вовсе были проданы в 1976 году. 737-200 эксплуатировались в двух конфигурациях салона: двухклассовой (12 бизнес-класса и 98 эконом-класса) и одноклассовой (только экономкласс).

### Первые широкофюзеляжные

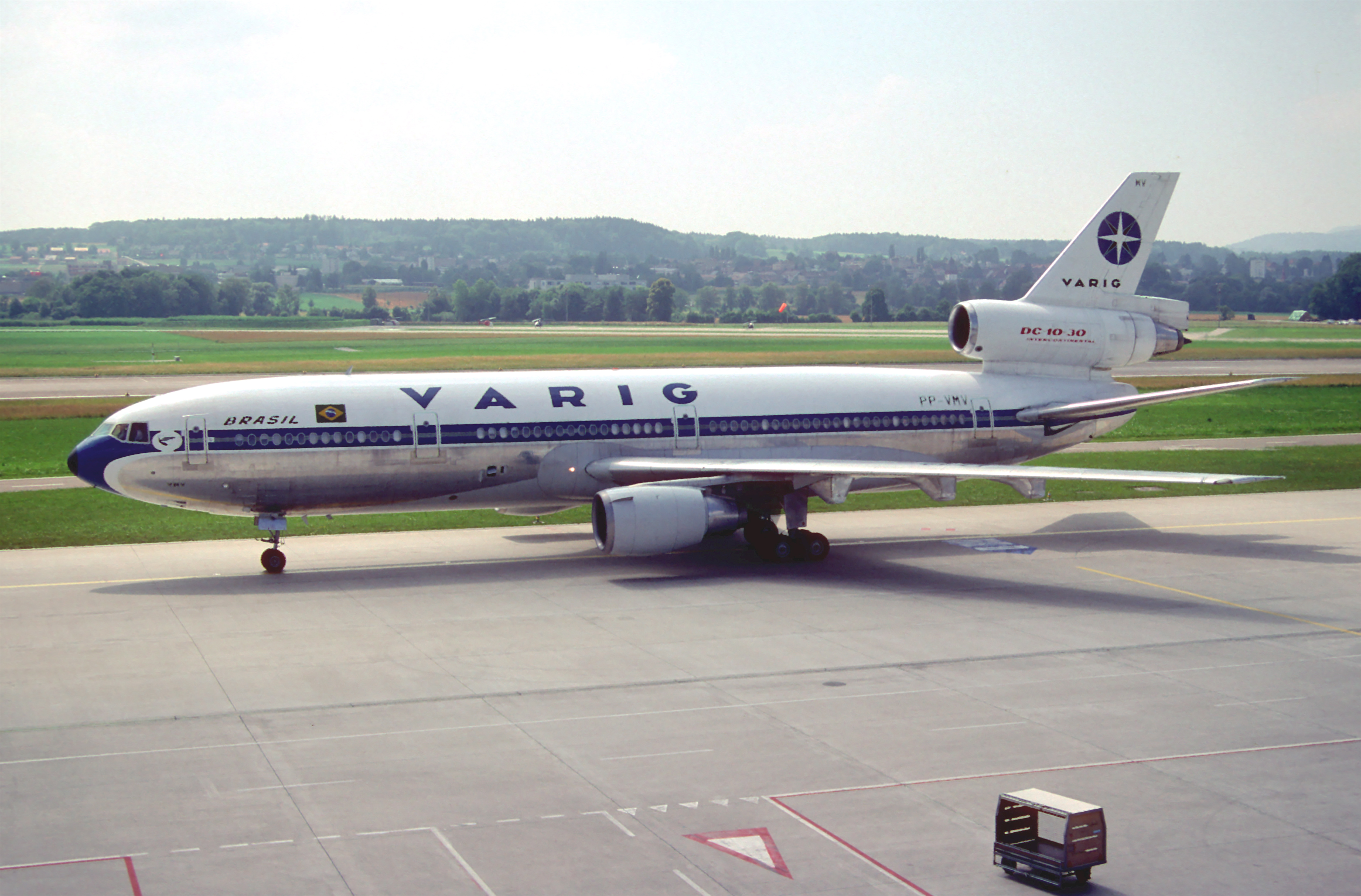
Douglas DC-10-30 компании VARIG

В 1970 году Pan American World Airways начала эксплуатацию Boeing 747-100 — первого в мире широкофюзеляжного самолёта, который по сравнению с B707 или DC-8 мог перевозить вдвое больше пассажиров, что радикально изменило воздушные перевозки. В VARIG прекрасно осознавали, что полёты этого гиганта в Бразилию лишь вопрос времени, а потому для успешной конкуренции с американским перевозчиком необходимо тоже заиметь широкофюзеляжный авиалайнер. Но в то же время для существующего на тот момент пассажиропотока между Рио и Нью-Йорком «Джамбо Джет» имел слишком большую пассажировместимость и не мог быть заполнен полностью. Поэтому был сделан выбор в пользу чуть менее крупного Douglas DC-10-30, который бразильский перевозчик и заказал в ноябре 1972 года.
25 мая и 18 июня 1974 года компания получила свои первые два DC-10 — борта PP-VMA и PP-VMB соответственно, которые также стали первыми широкофюзеляжными самолётами в Бразилии; 7 ноября того же года и 12 июня следующего поступили ещё два — борта PP-VMQ и PP-VMD. Салоны данных лайнеров имели компоновку на 241 место: 20 в первом классе и 221 в экономклассе. С появлением этих машин авиакомпания изменила форму стюардесс и отделку салона, применив популярные тогда оттенки оранжевого и жёлтого цветов. 24 июня 1974 года «Дугласы» стали обслуживать маршрут Рио-де-Жанейро—Лиссабон—Франкфурт—Копенгаген, а с 1 июля — маршрут Рио-де-Жанейро—Нью-Йорк; впоследствии VARIG использовала свои широкофюзеляжные лайнеры на ряде направлений в Европу, США и даже некоторые страны Южной Америки. Их успешная эксплуатация привела к тому, что в 1979 году были заказаны ещё шесть самолётов (первый поступил 31 июля 1980 года) и пять приобретены у других операторов: два у Canadian Pacific Air Lines (возвращены в 1980 году) и три у Singapore Airlines. Полученные в 1980-х DC-10 имели уже салон в трёхклассовой компоновке на 232 места: 20 в первом классе, 35 в бизнес-классе и 177 в экономклассе.
В конце 1980-х годов пассажирские Douglas DC-10 из-за устаревания стали переделываться в грузовые, либо продаваться другим авиакомпаниям.

### Появление SITAR

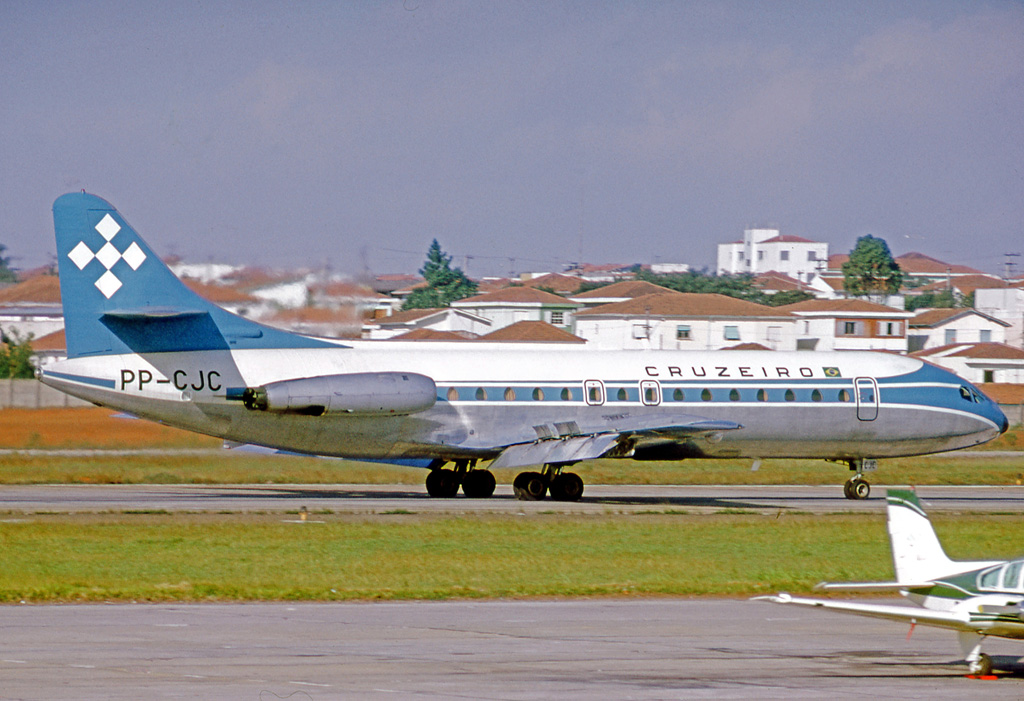
Caravelle VI-R компании Cruzeiro do Sul

Когда в 1965 году деятельность Panair была прекращена, власти отдали её внутренние рейсы компании Cruzeiro do Sul. Cruzeiro с 1950-х годов имела крупную сеть маршрутов, а её флот к 1960 году насчитывал свыше полусотни самолётов, в том числе около трёх десятков Douglas DC-3 и чуть менее двух десятков Convair CV-240/340/440. В 1963 году вслед за остальными перевозчиками она вошла в реактивную эру, приобретя сначала две Caravelle VI-R, а к 1965 году ещё пару таких же. Также в 1963 году она приобрела восемь грузовых Fairchild C-82 (позже были приобретены ещё два). Когда же в 1965 году Cruzeiro получила ещё и внутренние маршруты Panair, она стала увеличивать свой флот за счёт приобретения новых лайнеров, в том числе восьми NAMC YS-11 японского производства в 1967 году; удалось ей получить и три «Каравеллы» из флота закрытой Panair. Тогда же компания стала постепенно выводить из флота уже устаревшие самолёты с поршневыми двигателями, прекратив их эксплуатацию в 1973 году, а с 1970 года начала получать Boeing 727-C3.

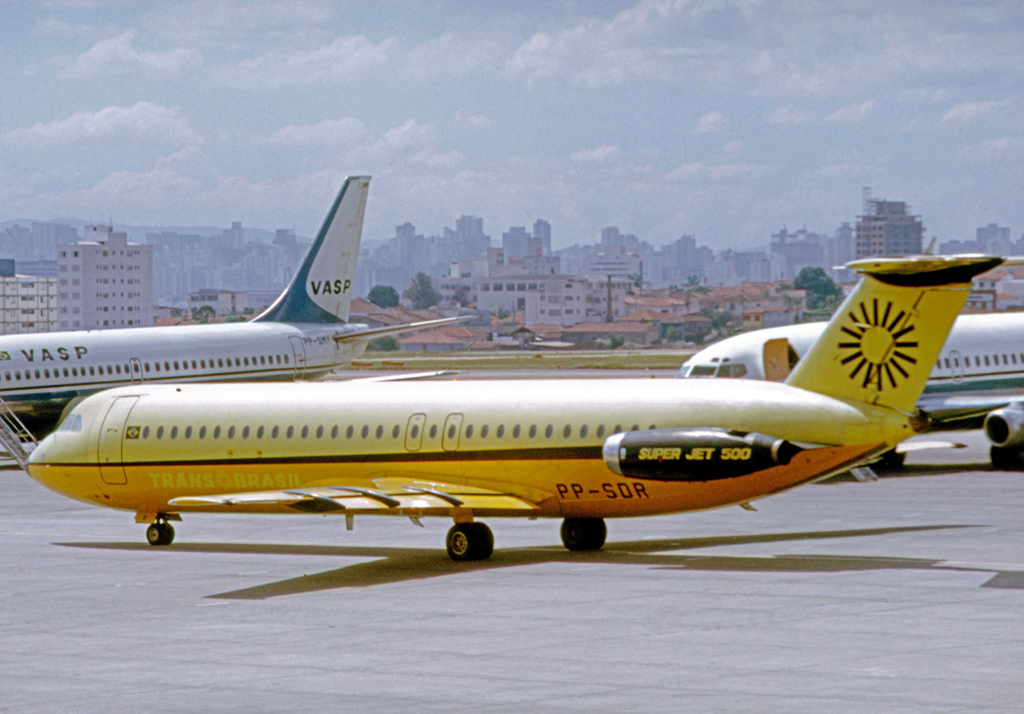
BAC 1-11 компании Transbrasil. Позади — Boeing 737-200 компании VASP

Однако смелые действия авиакомпании по расширению сети и обновлению воздушного флота приводили к повышенным тратам, что в условиях бразильской военной диктатуры оказалось критичным. Cruzeiro не поспевала за ростом своей сети, из-за чего терпела убытки, а нефтяной кризис 1973 года, приведший к росту цен на топливо и увеличению издержек от воздушных перевозок, значительно ускорил её падение. Компания искала выход в слиянии с другим перевозчиком, поэтому были начаты переговоры с Transbrasil и VASP; сделка с Transbrasil сорвалась, но VASP согласилась, предложив сумму в 60 миллионов крузейро. Однако затем с Cruzeiro начала вести переговоры VARIG, предложив сумму в 80 миллионов крузейро, что было гораздо выше стоимости акций; помимо этого, вторая компания уже ранее приобрела 30 % акций первой. 22 мая 1975 года Cruzeiro согласилась на сделку с VARIG, которая поначалу завладела 65 % акций, а позже быстро увеличила свою долю до 98 %. Отныне Cruzeiro принадлежала ей почти полностью, но слияние компаний при этом не произошло — это было сделано специально, чтобы ввести пассажиров в заблуждение и создать иллюзию, что это два разных перевозчика и существует возможность выбора. Благодаря сделке, VARIG получила право выполнять полёты по более чем половине внутренних маршрутов страны, то есть фактически могла стать монополистом на этом рынке. Однако данной ситуации яростно воспротивилось руководство VASP, требуя перераспределить маршруты; хотя бразильские власти были лояльны к VARIG, в данном случае они пошли на уступки, снизив долю последней до 45 %, чем оказали помощь VASP и Transbrasil.
В условиях сложной экономики, возросших цен на топливо, а также высокой конкуренции, воздушные перевозчики прежде всего обслуживали маршруты с более высоким пассажиропотоком, как более прибыльные, в результате чего практически прекратились регулярные полёты во второстепенные города. Рассматривая данную проблему, 11 ноября 1975 года правительство пришло к мнению, что для её решения необходимо сформировать систему региональных перевозок, на основании чего в 1976 году была образована SITAR (Sistema Integrado de Transporte Aéreo Regional с порт. — «Интегрированная система регионального воздушного транспорта»); страну поделили на пять регионов, каждый из которых обслуживала закреплённая за ним региональная авиакомпания. Тогда 24 августа 1976 года VARIG совместно с Top Táxi Aéreo создали региональную Rio Sul, которая должна была обслуживать южный регион. 9 сентября новая компания начала выполнять полёты, эксплуатируя на тот момент четыре Piper Navajo и два Embraer EMB-110; её первый рейс был выполнен по маршруту Порту-Алегри—Риу-Гранди—Пелотас, то есть тому самому, который в 1927 году обслуживала VARIG.
В конце 1979 года президент компании Эрик де Карвальхо стал испытывать проблемы со здоровьем, поэтому оставил свой пост. После него в апреле 1980 года главой VARIG стал 54-летний гаучо Гелио Смидт, который работал в ней (с перерывами) с 19 лет и являлся племянником Рубена Берты. Смидт уже делал упор на развитие сети маршрутов внутри страны и модернизацию воздушного флота в соответствие со временем; также он ценил кадры и развивал в компании командный дух. На тот момент компания выполняла около 70 % международных рейсов из Бразилии и 40 % внутренних; также она начала вкладывать финансы в гостиничный бизнес.

### Новые воздушные гиганты

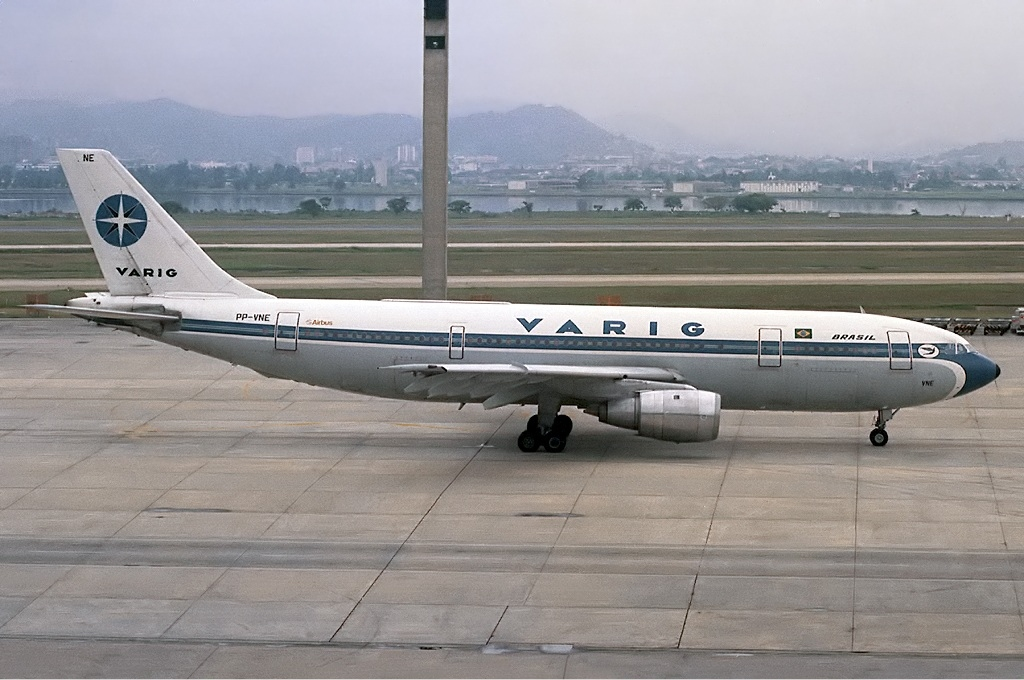
Airbus A300B4-203 компании VARIG

Во второй половине 1970-х в мире начал набирать популярность широкофюзеляжный двухдвигательный Airbus A300. При пассажировместимости 200—300, что сопоставимо с DC-10, этот лайнер имел два двигателя вместо трёх, что позволяло ему быть экономичнее, а также тише, за что его даже называли «Тихий гигант» (порт. Gigante silencioso); для VARIG второй параметр был весьма актуален, ведь многие крупные бразильские аэропорты, как например Конгоньяс в Сан-Паулу, расположены в городской черте. Тогда компания заказала четыре самолёта последней на тот момент модели A300B4-200, которая отличалась увеличенными дальностью и максимальной взлётной массой, при этом два из них предназначались не самой VARIG, а её уже дочерней Cruzeiro.
20 и 26 июня 1980 года были получены два Airbus A300B4-203 (PP-CLA и PP-CLB соответственно), которые предназначались для Cruzeiro. 1 июля они стали выполнять рейсы из Сан-Паулу в Буэнос-Айрес, а с 15 июля — по маршруту Сан-Пауло—Рио-де-Жанейро—Сальвадор—Ресифи—Форталеза—Белем. При этом работая на внутренних маршрутах, эти «Эйрбасы» имели высокий уровень комфорта: двухлассовый салон на 234 пассажира (24 места в первом классе и 210 в экономклассе), 8 ванных комнат, 6 кухонь, 4 музыкальных канала для всех пассажиров, а также 12 мест для стюардесс. Вскоре эти лайнеры стали летать в Майами, но следом VARIG получила предупреждение, что данный маршрут закреплён за ней, а не за Cruzeiro, поэтому и самолёты должны иметь соответствующую ливрею. Непосредственно в VARIG аналогичные «Эйрбасы» поступили 3 июля 1981 года (PP-VND) и 23 июня 1982 года (PP-VNE), после чего стали обслуживать маршрут Сан-Паулу—Сантьяго. Больше компания самолётов производства Airbus не покупала, сделав выбор в пользу Boeing и Douglas, а открытие в 1985 году аэропорта Гуарульюс, который находился в стороне от жилых районов, и вовсе нивелировало преимущество A300 в меньшей громкости. Данные авиалайнеры эксплуатировались на маршрутах внутри Южной Америки, пока к лету 1990 года не были проданы.

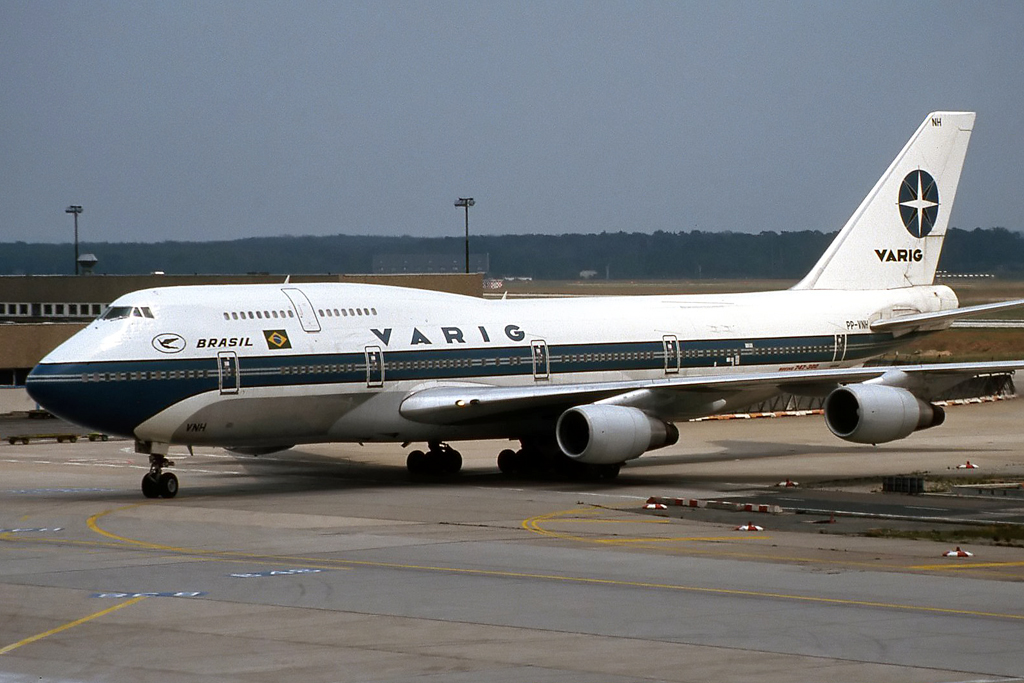
Boeing 747-341 компании VARIG

В начале 1981 года у ливийской Libyan Arab Airlines были приобретены три Boeing 747-2L5M — борта PP-VNA (куплен 30 января), PP-VNB (2 февраля) и PP-VNC (5 марта). Эти «Джамбо Джеты», которые стали первыми во флоте авиакомпании, являлись грузопассажирскими, то есть часть их внутреннего пространства была отведена для перевозки грузов на поддонах, при этом пассажировместимость поначалу составляла «лишь» 238 мест (28 в первом классе, 60 в бизнес-классе и 150 в экономклассе), но позже её повысили до 268 мест. Данные самолёты могли перевозить сразу пассажиров и грузы, что не было возможно на DC-10, при этом салон меньших размеров при существующем пассажиропотоке более полно использовался, а значит меньше были издержки. 12 февраля 1981 года 747-е стали выполнять рейсы из Рио в Нью-Йорк и практически сразу стали популярны среди пассажиров, как самый большие в мире авиалайнеры. К тому же эксплуатируя модель 747-200, VARIG мог успешно конкурировать с Pan American, которая в свою очередь эксплуатировала более старую и менее крупную модель 747-100. Со 2 апреля того же года «Боинги» стали летать также в Париж и Франкфурт.
Успешная эксплуатация «Джамбо» побудила компанию заказать два самолёта более крупной модели 747-300C, которые поступили с завода 10 и 19 декабря 1985 года (соответственно PP-VNH и PP-VNI). Эти «Боинги» также являлись грузо-пассажирскими, а их пассажировместимость составляла 265 мест (16 в первом классе, 65 мест в бизнес-классе, включая 31 на верхней палубе, и 184 в экономклассе). Но спрос продолжал расти, в том числе во второй половине 1980-х жители Бразилии стали чаще летать, поэтому в 1988 году в VARIG поступили уже три лайнера модели 747-300B — борта PP-VOA (передан 30 апреля), PP-VOB (13 мая) и PP-VOC (27 мая); данные самолёты были чисто пассажирскими и имели пассажировместимость 399 мест (за счёт увеличения числа мест в экономклассе до 318). Также в апреле 1987 года у South African Airways был взят в лизинг 747-244B борт ZS-SAM (в VARIG получил бортовой номер PP-VNW), но уже в августе 1988 года его вернули владельцу. К началу 1990-х VARIG активно использовала свои Boeing 747, которые летали во все 5 континентов, обслуживаемых перевозчиком, а на некоторых направлениях работали только они. Все три 747-200 были проданы 1 февраля 1996 года гонконгской Cathay Pacific; эксплуатация 747-300 завершилась 2 июня 1999 года.
С 1981 по 1990 год VARIG была одной из немногих авиакомпаний мира, которые эксплуатировали широкофюзеляжные самолёты сразу от трёх производителей, в данном случае: Airbus, Boeing и Douglas.

### «План Крузадо» и обновление флота

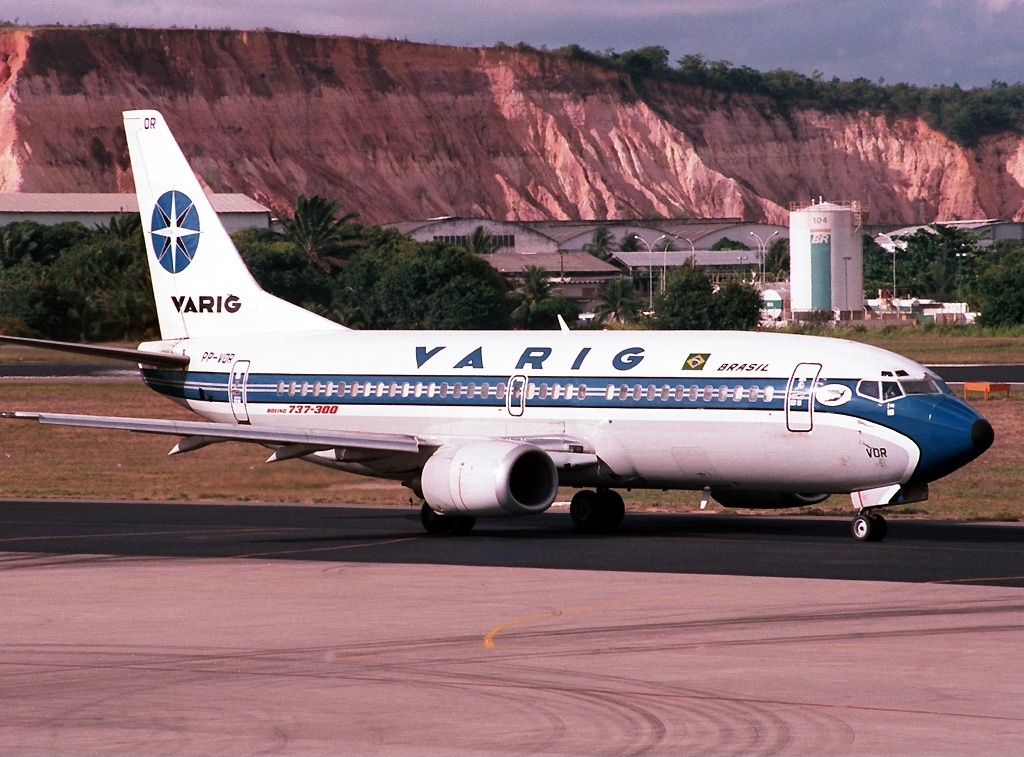
Boeing 737-33A компании VARIG

В 1985 году в Бразилии прекратилась военная диктатура, после чего страну из-за долгов захлестнула гиперинфляция. Тогда для спасения ситуации министр финансов Дилсон Фунаро разработал «План Крузадо», который в феврале 1986 года был утверждён правительством. Согласно этому плану, в стране замораживались цены, в том числе и на билеты, на неопределённый срок. Для авиакомпаний это означало потерю возможности менять тарифы, при том, что инфляция фактически не была ликвидирована, а потому начали расти издержки от перевозок.
Руководство VARIG приняло решение для снижения расходов от перевозок обновить воздушный флот на более современный и экономичный. В том же году для выполнения внутренних рейсов были заказаны Boeing 737-300 из нового поколения «Classic», первые два из которых компания получила 9 сентября 1987 года (PP-VNU и PP-VNV), а ещё два (PP-VNT и PP-VNX) — 10 ноября того же года. В зависимости от конфигурации салона авиалайнеры могли перевозить от 117 до 132 пассажиров и наравне с другими B737 стали обслуживать внутренние маршруты. В 1991 году во флоте компании было семнадцать 737-300 — больше чем других типов самолётов, а к концу десятилетия — тридцать четыре. Эти лайнеры стали выполнять основной объём перевозок на короткие и средние дистанции, и именно они в 1992 году заменили Lockheed L-188 Electra на трассе Рио-де-Жанейро—Сан-Паулу; правда для их безопасной посадки в аэропорту Сантос-Дюмон пришлось на 300 метров удлинить ВПП.

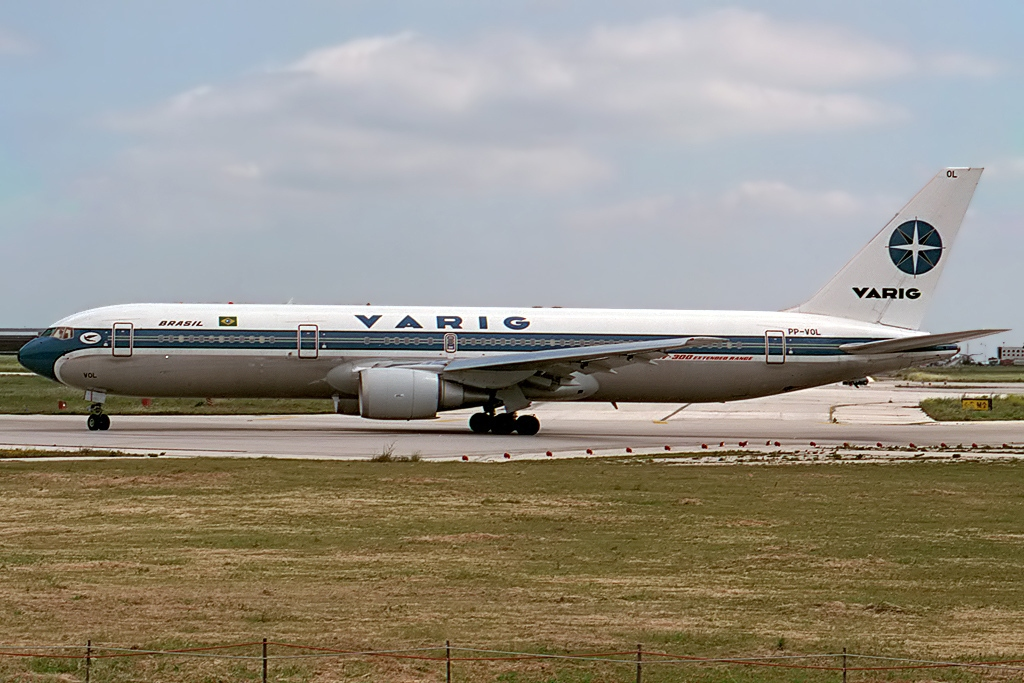
Boeing 767-341ER компании VARIG

Для дальних рейсов компания прежде всего заказала шесть двухдвигательных широкофюзеляжных Boeing 767-200ER с увеличенной дальностью и экономичными двигателями General Electric CF6-80C2-B2, а на период ожидания их поставки взяла на год в лизинг по одному 767-200ER у TACA International Airlines (борт PP-VNL) и Braathens SAFE (борт PP-VNM). В июле-августе 1987 года перевозчик с завода получил все свои заказанные B767-241ER (борта PP-VNN — PP-VNS), которые стали совершать международные рейсы в Латинскую Америку и чартерные из северо-восточного региона и Европу, а некоторые также выполняли рейсы в соседние страны по Южной Америке. Их успешная эксплуатация привела к тому, что были заказаны четыре самолёта более крупной модели 767-300ER, первый из которых (борт PP-VOI) поступил 12 декабря 1989 года, а остальные — 1 февраля (PP-VOJ), 27 июня (PP-VOK) и 27 августа 1990 года (PP-VOL). Эти машины из Рио-де-Жанейро и северо-восточного региона летали в США и Европу, а также использовались для чартерных рейсов. Уже в ноябре-декабре 1997 года VARIG дополнительно приобрела два 767-300ER у Canadian Airlines International (PP-VPV и PP-VPW), а в июле 2003 — ещё два у EuroAtlantic Airways (PP-VTC и PP-VTE).

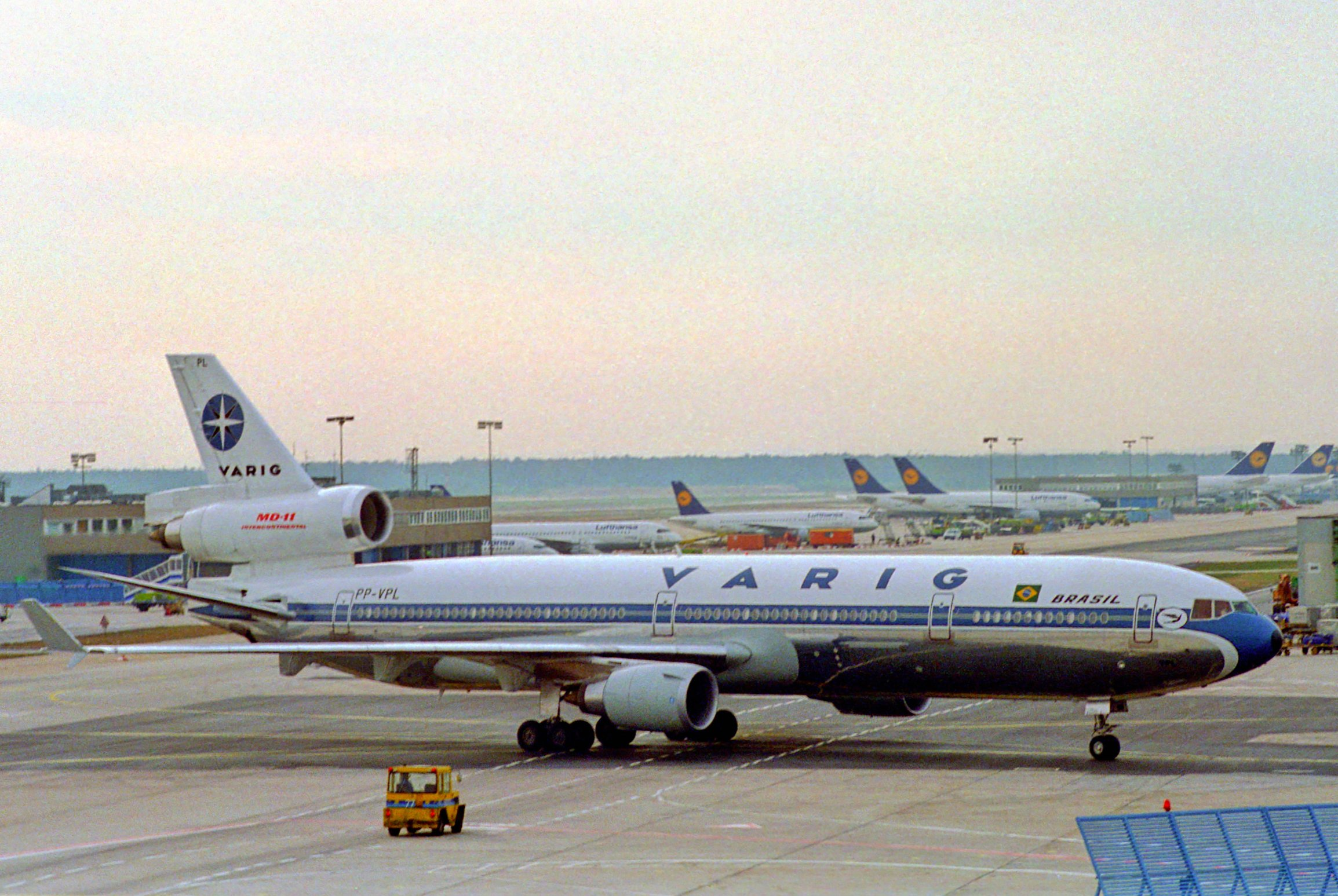
McDonnell Douglas MD-11 компании VARIG

Поступавшие ещё в 1970-е Douglas DC-10 к концу 1980-х — началу 1990-х также устарели, поэтому 12 ноября и 2 декабря 1991 года у Gemini Air Cargo компания VARIG приобрела свои первые McDonnell Douglas MD-11 (борта PP-VOP и PP-VOQ соответственно), тем самым став первым оператором этого самолёта в Латинской Америке. MD-11 на тот момент являлся триджетом самого последнего поколения, в том числе имел полностью компьютеризированную кабину с цифровыми панелями, более обтекаемый планер, что позволяло экономить до 15 % топлива по сравнению с DC-10, а также был больше и вместительнее последнего — пассажировместимость салона могла достигать 380 мест. 12 декабря 1992 года два MD-11 (PP-VPJ и PP-VPK) были получены уже непосредственно с завода, как и ещё два (PP-VPL и PP-VPM) ровно через год; данные авиалайнеры были оснащены двигателями General Electric CF6-80C2-D1F, а их салон вмещал 285 пассажиров. После получения новых самолётов, компания с 1992 года начала постепенно продавать DC-10. Однако экономические проблемы привели к тому, что VARIG больше не заказывала у завода новые MD-11, вместо этого приобретая их за меньшую цену у других операторов — Garuda Indonesia (9 штук, в том числе один модели MD-11ER), Swissair (8 штук) и VASP (3 штуки), при этом такие лайнеры уже отличались друг от друга, в том числе были оборудованные менее экономичными двигателями Pratt & Whitney PW4460, а пассажировместимость салона варьировалась от 241 до 293 мест. В общей сложности компания приобрела 26 данных машин — самый массовый широкофюзеляжный самолёт в истории её флота. С 1993 года «Макдоннелл Дугласы» обслуживали направления в Европу (Амстердам, Рим, Париж, Цюрих), а в 1998 году начали также летать в Северную Америку, Азию и Африку; в 1999 году были на большинстве дальних рейсов заменены более крупным B747, после чего стали работать на маршрутах средней протяжённости наравне с B767.

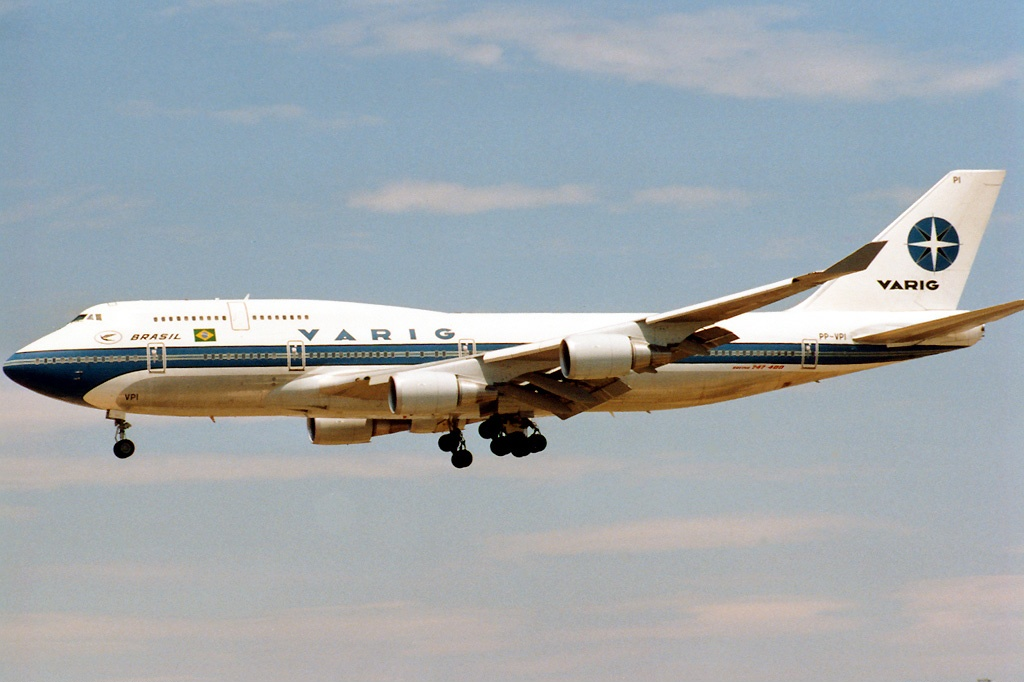
Boeing 747-475 компании VARIG

31 мая 1991 года компания приобрела у Canadian Airlines International свой первый Boeing 747-400 (борт PP-VPI), который на то время являлся самым большим пассажирским самолётом и при этом отвечал современным требованиям, в том числе имел более продвинутую электронику, что позволило отказаться от бортинженера, «стеклянную кабину», улучшенный планер и более экономичные двигатели. Однако только в декабре того же года данный лайнер совершил первый коммерческий рейс — из Сан-Паулу в Рим. 1 июня 1992 года уже прямо с завода поступил B747-441 борт PP-VPG, а 20 апреля 1993 года — борт PP-VPH; салон этих лайнеров имел компоновку на 382 пассажирских места. На самом деле, настоящим собственником этих трёх гигантов была ILFC, у которой VARIG брала их в лизинг. «Боинги» стали выполнять рейсы в Гонконг и Бангкок с промежуточной посадкой в Йоханнесбурге, а также летали в Буэнос-Айрес, Лондон, Копенгаген, Франкфурт, Лос-Анджелес, Токио и Нагою. Из-за экономических проблем, больше VARIG эти авиалайнеры не покупала.
1 июня 1988 года, в связи с открытием Международного аэропорта Гуарульюс, VARIG поменяла свою сеть маршрутов — значительное число международных рейсов стали теперь выполняться не из Рио-де-Жанейро, а из Сан-Паулу, в том числе беспересадочные рейсы в Амстердам, Лондон, Париж, Франкфурт и Цюрих. Основным хабом при этом остался Галеан в Рио, однако сам Рио-де-Жанейро из-за растущей преступности уже не был так популярен, как раньше. К концу 1980-х компания выполняла полёты в 42 города в 33 странах. В 1990 году была прекращена эксплуатация самолётов Airbus A300 и Boeing 707, а в 1992 — Lockheed L-188.

### Дерегулирование авиаперевозок

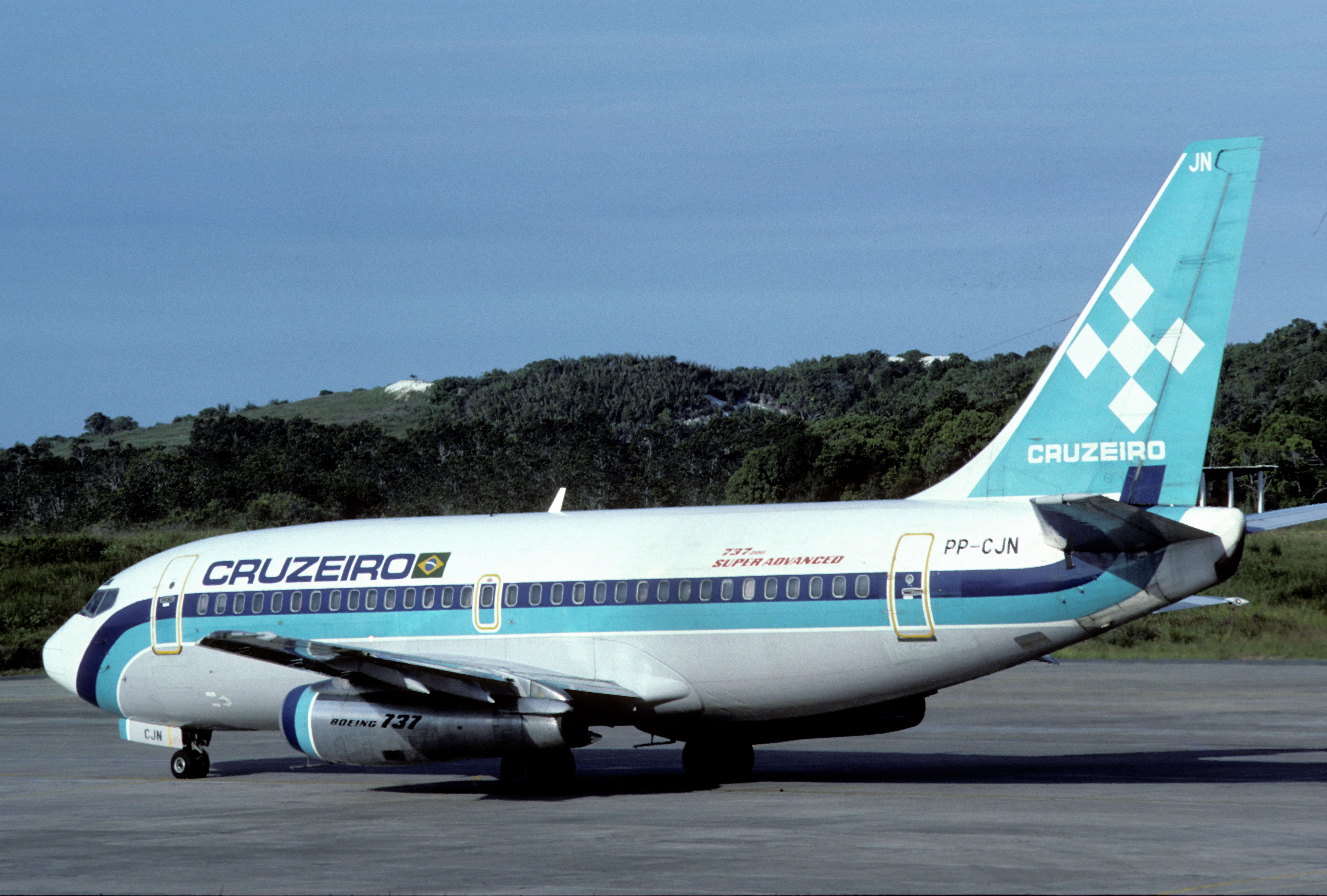
Boeing 737-2C3 компании Cruzeiro

В апреле 1990 года глава VARIG Гелио Смидт скончался от сердечной недостаточности, а пост занял уже Рубель Томас (порт.-браз. Rubel Thomas), который продолжил программу по обновлению флота. Сама эта программа обновления, начатая в 1987 году, была направлена на то, чтобы флот компании соответствовал современным на тот момент условиям, в том числе и по сниженному расходу топлива. Но в то же время она потребовала значительных финансовых ресурсов, тогда как экономика Бразилии испытывала гиперинфляцию, а курс государственной валюты постоянно снижался; при этом компания не могла повысить тарифы из-за заморозки их правительством. Помимо этого, в 1990 году началась Война в Персидском заливе, в результате чего подскочили цены на нефть, что привело к увеличению себестоимости перевозок, а также значительно снизился пассажиропоток, так как люди боялись летать, опасаясь терактов. Но самый сильный удар по авиаперевозчику был нанесён когда бразильский президент Фернандо Колор ди Меллу 15 марта 1990 года дерегулировал авиационную отрасль в стране. Для VARIG это означало прежде всего потерю монополии на международные рейсы; фактически отныне она перестала быть флагманской авиакомпанией.
В условиях свободного рынка Transbrasil и VASP начали выполнять полёты за пределы страны, в том числе в США и Европу. Но из-за малого опыта работы на международных маршрутах, эти оба перевозчика в первые годы понесли значительные финансовые потери. Однако кроме них появились и другие, более опытные конкуренты — американские American Airlines, Eastern Air Lines и United Airlines, которые пришли на смену Pan American World Airways, в то время испытывавшей финансовые проблемы. Доля иностранных авиакомпаний в международных перевозках стала расти, в том числе к 1998 году между США и Бразилией в день выполнялось до 26 рейсов, из которых половину совершали американские операторы. В свою очередь руководство VARIG показало своё отсутствие опыта управления, так как не осознало, насколько поменялись условия рынка авиационных перевозок в стране, а вместо снижения затрат наоборот совершила крупный заказ на современные MD-11 и B747-400. При этом 747-е были взяты в лизинг у американской ILFC, а потому их аренду приходилось оплачивать иностранной валютой, тогда как курс бразильской национальной валюты из-за инфляции упал настолько, что даже заполняемость этих самолётов на 100 % не помогла бы окупить все затраты на их содержание; по этой причине во второй половине 1994 года все три 747-400 были проданы.

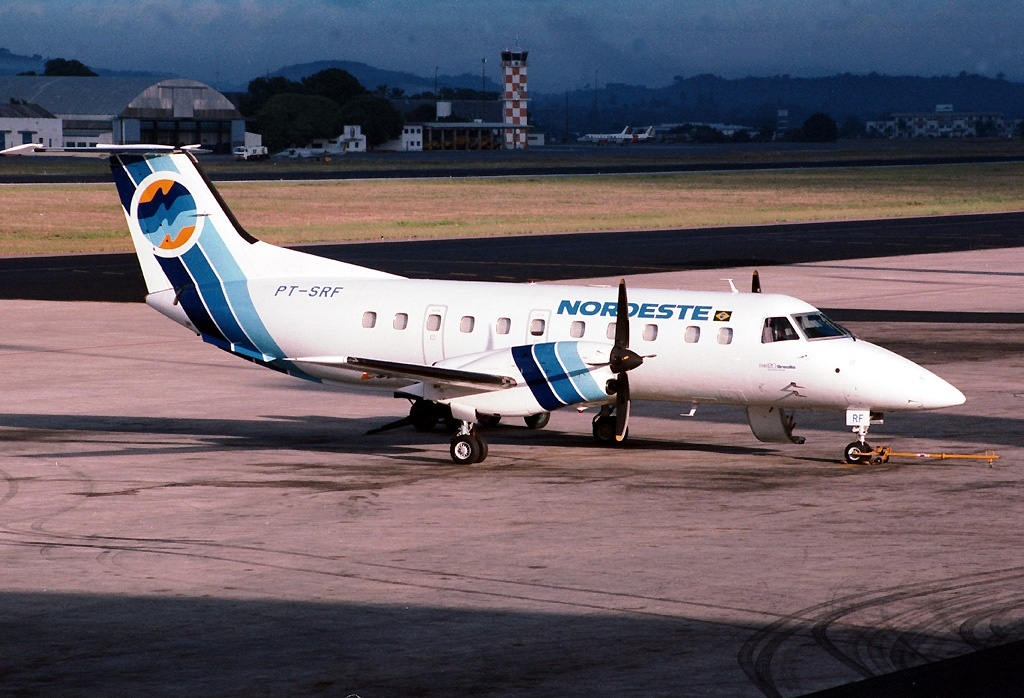
Embraer EMB-120RT компании Nordeste

В 1992 году VARIG заключила соглашение с Delta Air Lines о сотрудничестве в авиаперевозках, а в 1993 году президент компании Рубель Томас в попытке сбалансировать счета начал процесс реструктуризации, которая включала в себя сокращение персонала на 2500 человек и снижение заработной платы; в том же году была полностью поглощена дочерняя Cruzeiro. Однако с 1991 по 1993 год VARIG потеряла $614 млн; основная прибыль при этом шла со внутренних перевозок, тогда как международные оказались убыточными. Для привлечения большего числа пассажиров, с 1994 года была запущена бонусная программа Smiles, которая достаточно скоро стала крупнейшей в Латинской Америке.
Действия Рубеля Томаса по выходу из экономического кризиса встретили противодействие со стороны Фонда Рубена Берты (ФРБ), которому на тот момент принадлежали 80 % акций VARIG. В апреле 1995 года, впервые в истории авиакомпании, её глава был смещён, а на его место пришёл Карлос У. Энгельс (порт.-браз. Carlos W. Engels). В том же году Фонд приобрёл пакет из 49 % акций уругвайской PLUNA, а также купил Nordeste, которую присоединил к дочерней Rio Sul. Вообще в 1990-х ФРБ начал всё активнее вмешиваться в дела VARIG, что однако пагубно сказывалось на дальнейшей судьбе последней, ведь в Фонд входили все сотрудники авиаперевозчика, но большинство из них, в том числе глава Ютака Имагава (порт.-браз. Yutaka Imagawa), не были управленцами. Они просто не понимали, что в условиях жёсткой конкуренции для выживания требуется снизить расходы. Например, пилоты, которые имели привилегий куда больше, чем пилоты других операторов, брали для своих родственников и друзей билеты на международные рейсы, которые оплачивались из бюджета авиакомпании. Широко было распространено и несунство — крали от одеял до икры, причём на икру ежегодно тратилось до $6 млн.

### Президентство Фернандо Пинто

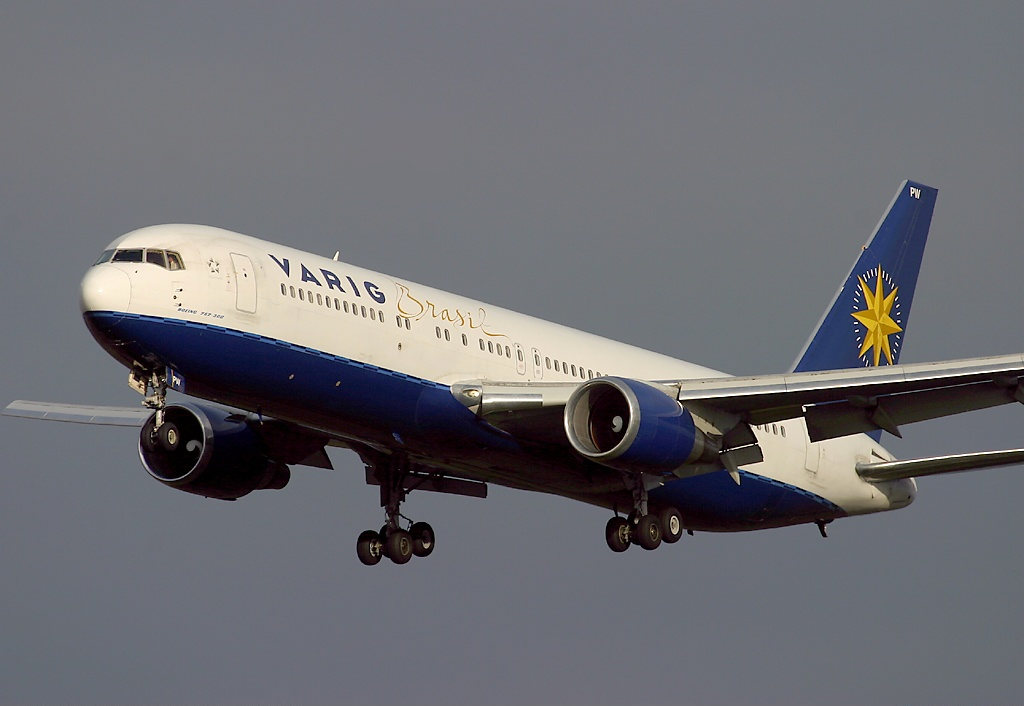
Boeing 767-300ER компании VARIG в новой бело-тёмно-синей ливрее

В январе 1996 года ФРБ вновь сместил руководителя авиакомпании, поставив на сей раз 48-летнего Фернандо Пинто — бывшего президента Rio Sul, а также сына одного из пилотов VARIG. На тот момент общий долг компании составлял уже $2,5 млрд, причём половиной этой суммы была задолженность по самолётам. Пинто начал с радикальных мер:
- уволил 5000 человек, преимущественно из административного аппарата
- провёл своевременные соглашения о продаже/обратной аренде авиалайнеров, благодаря чему удалось сэкономить миллионы долларов
- повысил уровень мотивации сотрудников
- пропагандировал контроль за расходами в рамках организации
- в европейском стиле стала прививаться ответственность каждого сотрудника

Благодаря принятым мерам своевременная производительность компании была повышена до 95 %. В феврале того же года были проданы все три грузопассажирских Boeing 747-200.

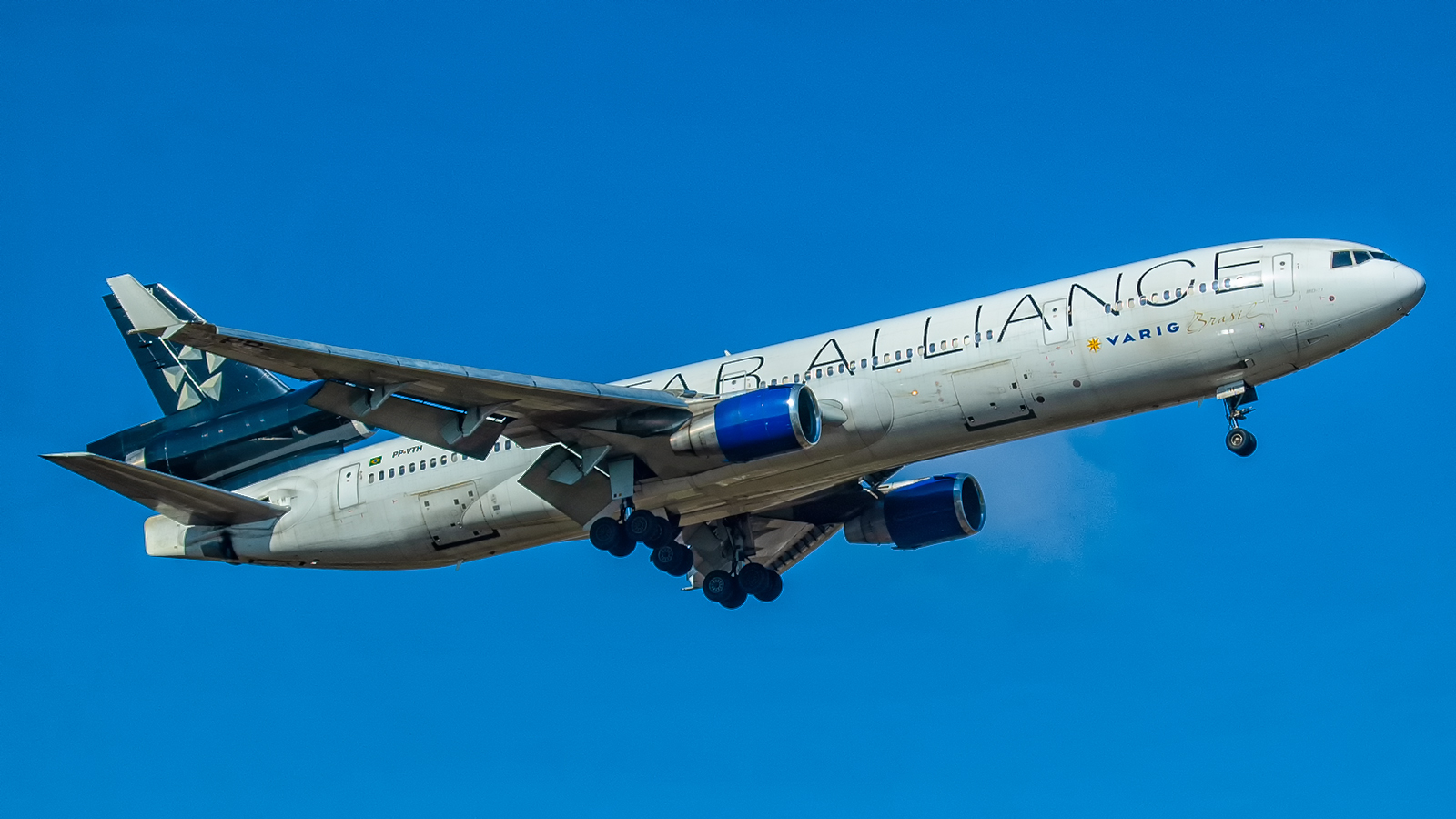
McDonnell Douglas MD-11 компании VARIG в ливрее, посвящённой Star Alliance

VARIG на тот момент ещё продолжала оставаться крупнейшей авиакомпанией в Латинской Америке, но выполняла уже менее 40 % международных рейсов из Бразилии. Требовалось привлечь пассажиров, для чего было принято решение о смене имиджа. В результате ребрендинга, на смену ливрее с голубой полосой пришла новая: с тёмно-синим днищем, двигателями и вертикальным стабилизатором. Исчез логотип с Икаром, а «Роза ветров» стала золотисто-жёлтой; тёмно-синяя надпись «VARIG» в свою очередь стала дополняться золотой Brasil (из-за чего компанию иногда называют VARIG Brasil), чтобы авиаперевозчик лучше узнавался в других странах. 15 октября 1996 года VARIG представила первые два самолёта в новой ливрее: B737-341 борт PP-VPA и B747-341 борт PP-VNH. Также для проверки перекрасили по одному B737-200, B727-100F и DC-10-30 (PP-VMB).
Тем временем конкуренция на международных маршрутах привела к значительному падению тарифов, что в свою очередь существенно повысило пассажиропоток; в 1997 году экономисты отмечали, что из Сан-Паулу долететь до Майами было дешевле, чем до северо-востока Бразилии. На фоне этого в сентябре того же года VARIG делает крупнейший в своей истории заказ: 24 самолёта компании Boeing, с опционом ещё на 15, стоимостью $2,4 млрд; данный заказ включал в себя такие авиалайнеры, как 767-300ER и новейшие 737-700, 737-800 и 777-200. А в октябре было прекращено непродолжительное сотрудничество с Delta, вместо этого в ноябре заключив соглашение уже с United Airlines, после чего VARIG вошла в состав всемирной организации Star Alliance, став её шестым членом. Но несмотря на такие успехи, долги компании продолжали расти, что вынудило её вернуть лизинговой компании 14 самолётов и убрать из своей сети несколько маршрутов, при этом освободившиеся международные были быстро захвачены американскими операторами, которые таким образом увеличили своё присутствие в Бразилии; число предлагаемых мест на международных рейсах сократилось на 20 %, а на внутренних — на 17 %. В августе 1998 года VARIG прекратила обслуживать направление Рио-де-Жанейро—Сан-Паулу, отдав его дочерней Rio Sul.

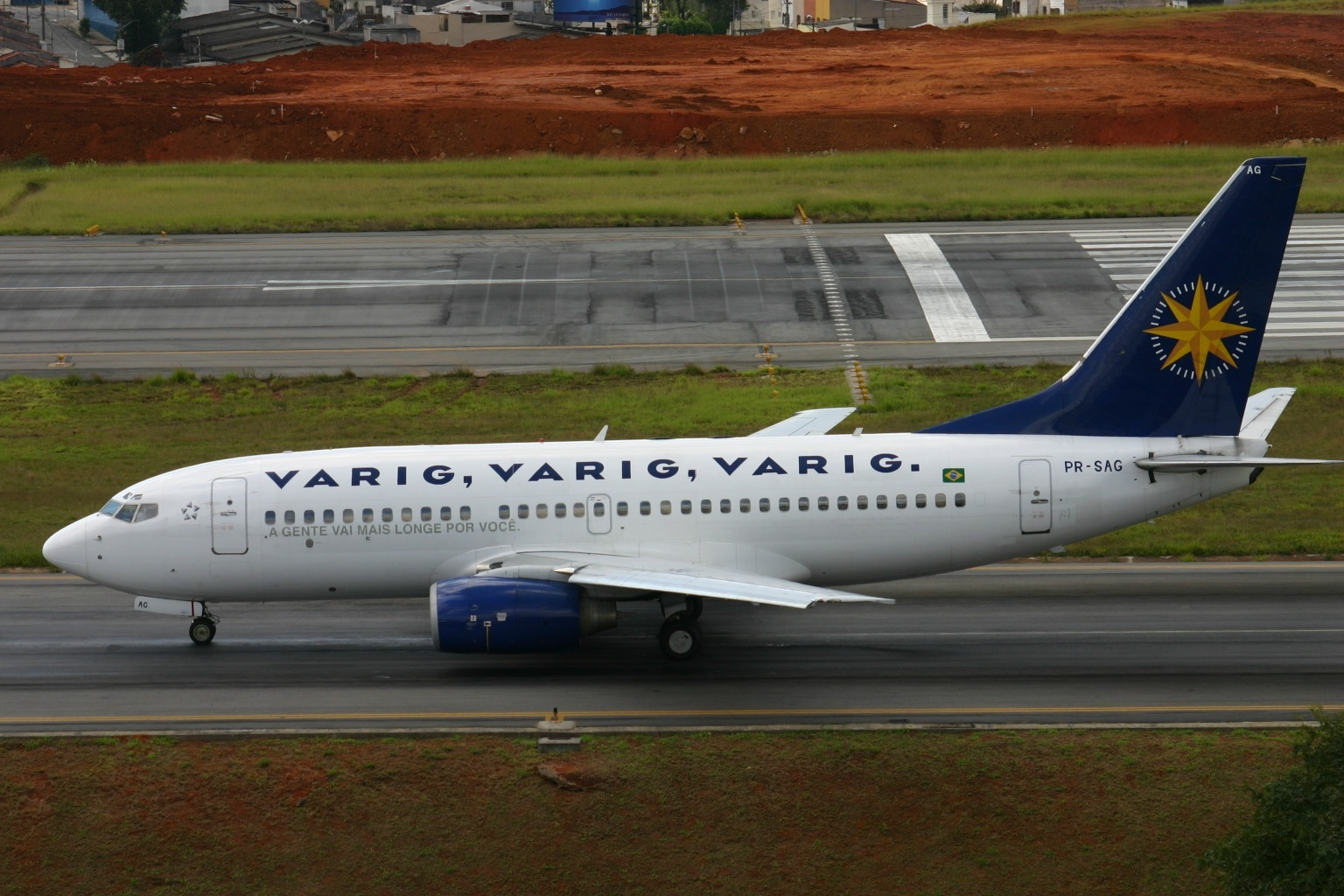
Boeing 737-7Q8 компании VARIG

25 ноября 1998 года VARIG получила свой первый Boeing 737-700 (борт PP-VQA), став первым оператором нового поколения «Next Generation» в Латинской Америке. В 1999 году практически прекратилась эксплуатация Douglas DC-10-30, а 2 июня завершились полёты и B747-300 — последних «Джамбо Джет» во флоте компании; этих обоих самолётов на маршрутах заменили более современные и экономичные MD-11.
В 1999 году VARIG была удостоена премий «Лучшая авиакомпания Латинской и Центральной Америки и стран Карибского бассейна» (порт. Melhor Companhia Aérea da América Latina, Central e Caribe) и «Лучший грузовой авиаперевозчик Америки в XX веке» (порт. Melhor Transportadora de Carga Aérea das Américas no Século 20). Однако в начале этого года в Бразилии произошла девальвация национальной валюты, которая по отношению к доллару упала на 78 %, что пошатнуло финансовый баланс VARIG, хотя и не настолько критично, по сравнению с другими операторами, так как она получала прибыль в основном в долларах. Помимо этого, в 1999 году у компании появился новый сильный конкурент на международных рейсах — TAM Linhas Aéreas, которая на тот момент уже выполняла значительную долю внутренних перевозок, стала совершать полёты в Европу.
Девальвация бразильского реала и усиление конкуренции привели к тому, что за 1999 год VARIG потеряла $53 млн, а её общий долг составлял почти $1 млрд. Фернандо Пинто вовсе не был виноват в таких убытках, так как сама бразильская экономика находилась в очень сложном положении, что и снизило выручку. Однако, по решению ФРБ, в мае 2000 года он был смещён со своего поста.

### Президентство Озираса Силвы

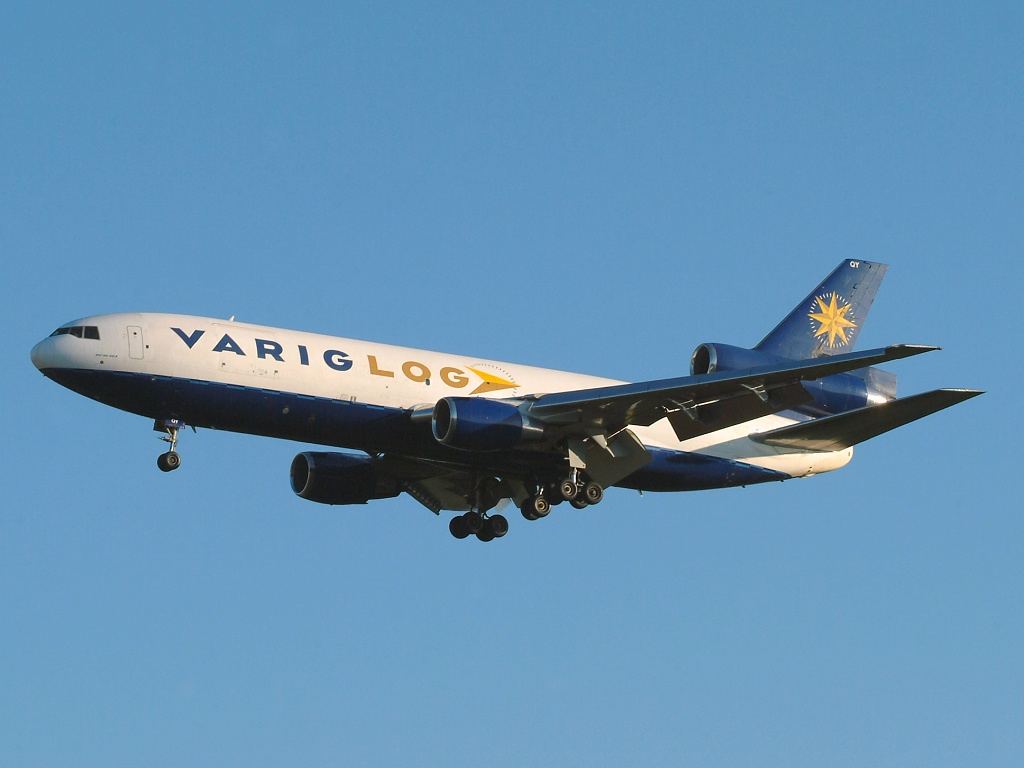
Douglas DC-10-30F компании VarigLog

В мае 2000 года компанию возглавил уже 69-летний Озирас Силва, который ранее был одним из членов Совета VARIG, а ещё раньше в течение 21 года руководил авиастроительной компанией Embraer. На тот момент среди основных проблем авиакомпании, помимо больших долгов и высоких трат, были также строгий контроль со стороны правительства страны и низкая репутация среди пассажиров. Для спасения перевозчика требовался управленец с крепкой рукой, потому и был выбран Силва с его большим положительным опытом. Чтобы сделать компанию вновь конкурентоспособной, новый руководитель решил прежде всего провести повторные переговоры с банками и лизинговыми компаниями по долгам, начать использовать некоторые маршруты, от которых в последние месяцы отказались конкуренты, а также используя своё влияние в военных и авиационных кругах убедить бразильских законодателей ослабить жёсткий контроль над авиационной отраслью страны, причём прежде всего в отношении тарифов.
25 августа того же года подразделение VARIG Cargo было преобразовано в дочернее предприятие VARIG Logística или VarigLog, которому от главной компании передали грузовые авиаперевозки и грузовые самолёты — всего 11 штук; на момент своего образования, VarigLog была крупнейшей в Латинской Америке грузовой авиакомпанией. 21 октября инженерно-технический отдел выделили в дочернюю компанию VEM (VARIG Engenharia e Manutencao).

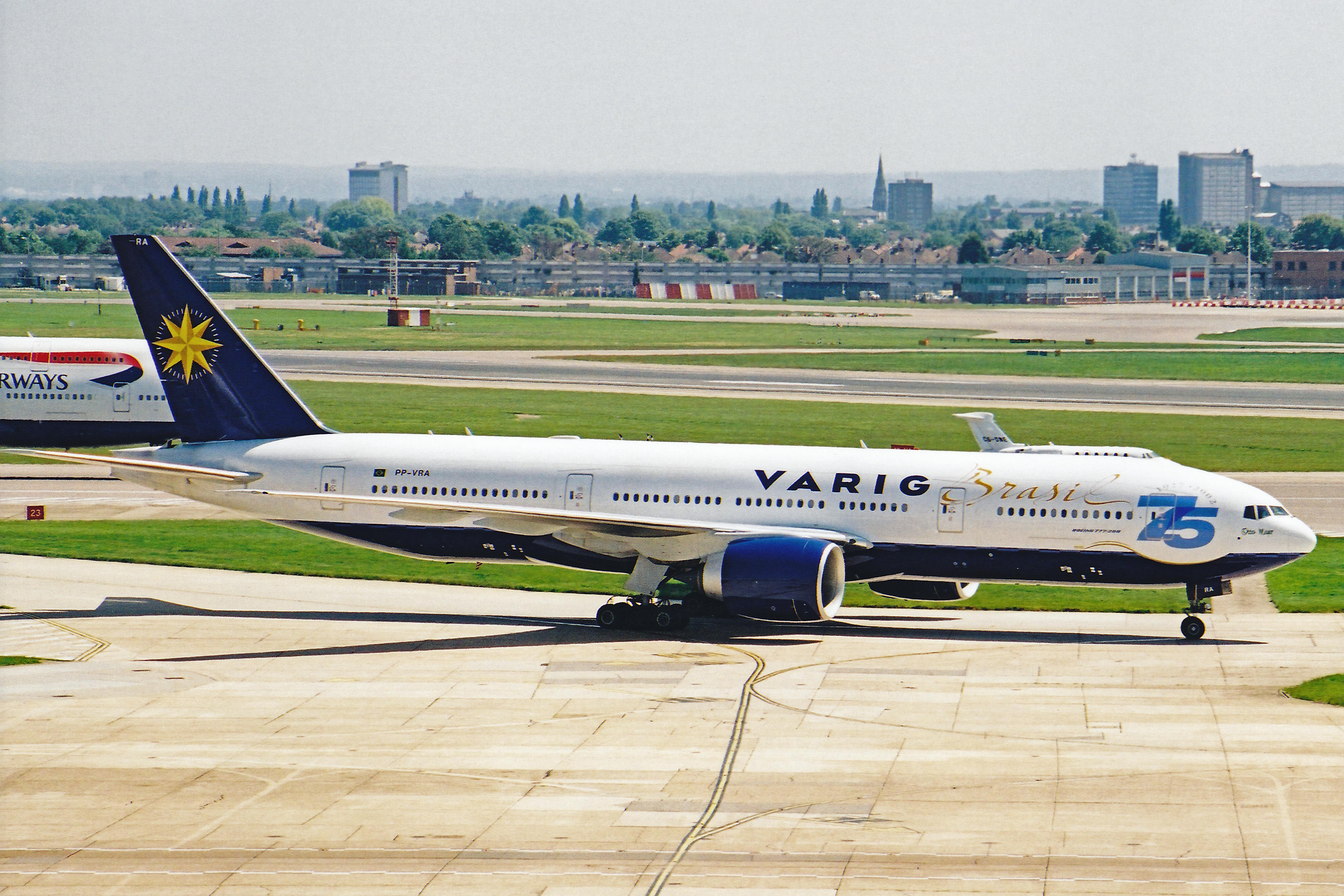
Boeing 777-2Q8ER «Ruben Berta»

10 сентября и 31 октября 2001 года с завода поступили два Boeing 737-85F (борта PP-VSA и PP-VSB соответственно) с пассажировместимостью на 156 мест (12 бизнес-класса и 144 эконом-класса) и которые стали обслуживать маршруты внутри Южной Америки. Хотя в первоначальном заказе от сентября 1997 года предусматривалось получение десяти 737-800, но для сокращения издержек были получены только два; больше самолёты этой модели VARIG не покупала. А 2 и 19 ноября поступили два Boeing 777-2Q8ER (борта PP-VRA и PP-VRB) — это были два последних, в истории компании, самолёта полученных напрямую от производителя, и они были названы в честь первых двух сотрудников VARIG — «Otto Meyer» и «Ruben Berta» соответственно; на них также были нанесены эмблемы, посвящённые 75-летию авиакомпании. В то время 777-й являлся самым современным авиалайнером, а пассажирам на борту предоставлялся даже выход в интернет — VARIG стала четвёртой компанией в мире, на самолётах которой появилась такая возможность. Эти лайнеры в первые дни обслуживали внутренние маршруты, но затем вышли на международные, в том числе Рио-де-Жанейро—Сан-Паулу—Лондон—Копенгаген и Рио-де-Жанейро—Сан-Паулу—Париж—Амстердам. Компания планировала, что эти самолёты придут на замену трёхдвигательным MD-11, как более экономичные и совершенные, но из экономии ограничилась только вышеназванными двумя. VARIG стала первым в Латинской Америке оператором Boeing 737-800 и Boeing 777.
В 2001 году правительство Бразилии отменило контроль тарифов на перевозки, а 15 января начала свою деятельность бюджетная авиакомпания Gol Transportes Aéreos. Новый перевозчик продавал билеты по самым низким ценам среди всех остальных бразильских операторов, заставив последних в борьбе за пассажиров также снижать цены, что соответственно снижало и выручку. А в ноябре Gol уже стала выполнять полёты по «воздушному мосту» Рио-де-Жанейро—Сан-Паулу. Террористические акты 11 сентября 2001 года стали сильным ударом по авиационной отрасли во всём мире, так как привели к спаду пассажирских авиаперевозок. Многие крупные авиаперевозчики в данной ситуации сократили число рейсов, но VARIG продолжала выполнять международные рейсы в обычном порядке, хоть её лайнеры и были почти пустыми, что привело только к увеличению расходов; уже в марте того же года данная авиакомпания перестала доминировать на рынке воздушных перевозок в Бразилии, уступив лидерство TAM.
В первом квартале 2002 года VARIG при выручке $414 млн имела чистый убыток в $43 млн, а её общий долг составлял уже официально $1,9 млрд, включая пенсионные и трудовые обязательства. В августе того же года 71-летний Озирас Силва по собственной инициативе покинул свой пост, сказав по этому поводу: Пора действительно дать место более молодым людям (англ. It is time indeed to give room to younger people). 13 августа в отставку ушёл и Ютака Имагава — глава ФРБ.

### Падение имиджа и попытка слияния

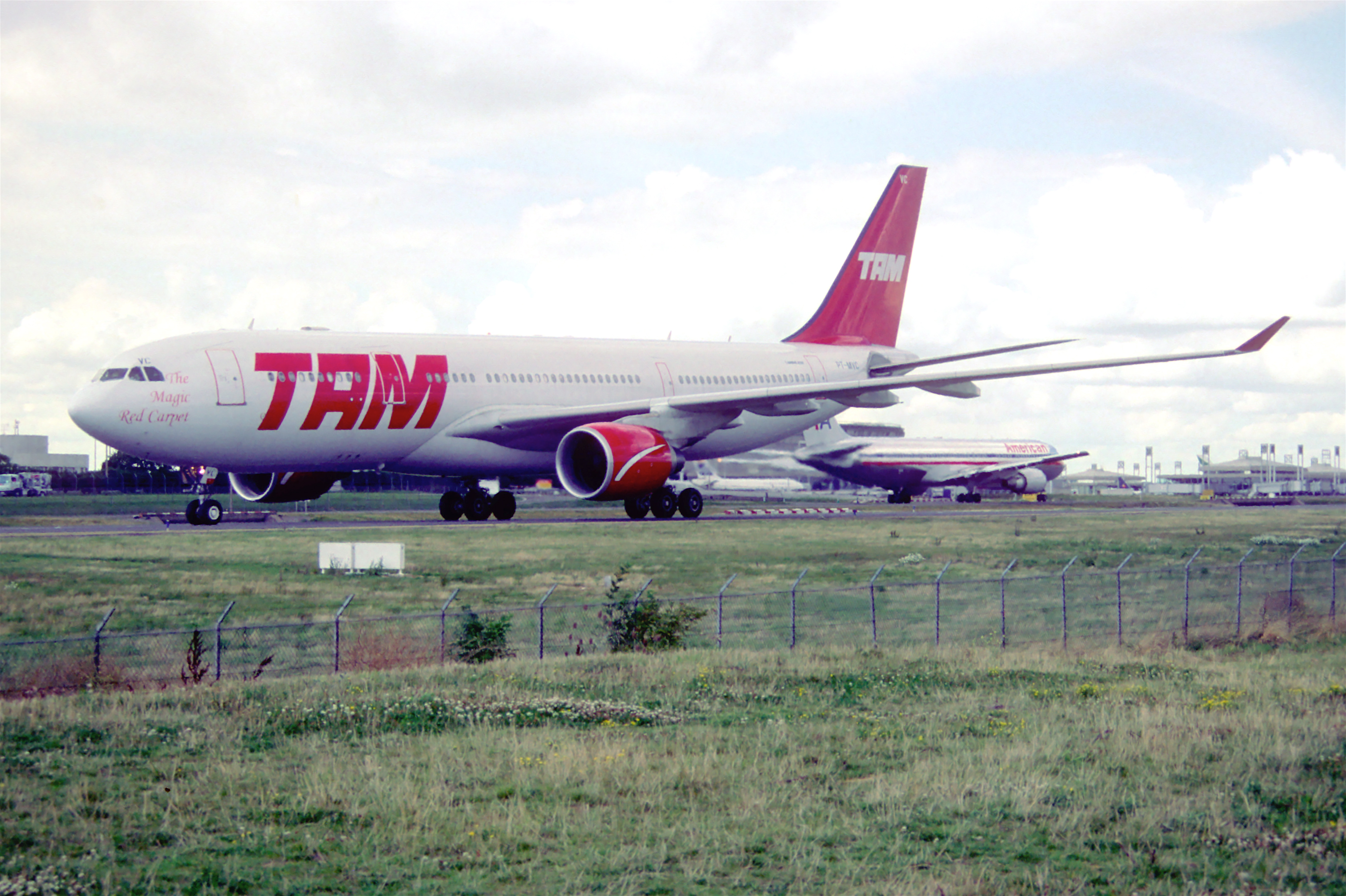
Airbus A330-223 компании TAM Linhas Aéreas

14 августа пост руководителя компании был предложен Роберто Джаннетти да Фонсека (порт.-браз. Roberto Giannetti da Fonseca), но тот отказался, заявив что акционеры сначала должны разработать план по реструктуризации. К тому времени уже большинство аналитиков были убеждены, что главная беда VARIG заключалась в том, что им управлял ФРБ, состоящий из сотрудников компании; этот Фонд стремился сохранить знаменитое предприятие, но не предпринимал никаких мер по получению прибыли, а потому и от простого вливания денег не было бы никакого толка. По предложению Фонсеки, 20 августа временным председателем авиакомпании стал Арним Лоре (порт.-браз. Arnim Lore) — бывший глава Центробанка. С новым руководством к ноябрю был составлен план по спасению перевозчика, но ФРБ без объяснения причин наложил на него вето; по мнению аналитиков, он на это пошёл под давлением своих попечителей, так как по данному плану потерял бы контроль над VARIG. В сложившейся ситуации, 24 ноября Лоре подал в отставку, пробыв на посту всего 3 месяца. 27 ноября его сменил 41-летний Мануэль Гедес (порт.-браз. Manuel Guedes) — бывший директор по связям с инвесторами, который не являясь оптимистом просил называть себя «временным» президентом.
К ноябрю 2002 года компания выполняла полёты между 70 городами Бразилии и ещё 24 за рубежом, а за последние 12 месяцев перевезла 11 миллионов пассажиров при средней заполняемости самолётов 59 %; численность штата составляла примерно 15 тысяч человек. Однако на тот момент она имела официальный долг $900 млн и собственный капитал −$500 млн; предоставленные правительству отчёты от частных банков и консалтинговых фирм указывали на ещё более высокие цифры — долг в $3 млрд при собственном отрицательном капитале $1,3 млрд. Среди основных кредиторов были американские Boeing, General Electric и бразильская нефтегазовая Petrobras, причём последняя уже требовала оплату топлива только наличными, в противном случае угрожая прекратить поставки, что означало бы прекращение всех полётов. Но менеджеры VARIG словно не замечали этой огромной долговой ямы, считая, что никто не посмеет закрыть главного клиента Boeing и Petrobras в Латинской Америке. Они просили у государства ещё денег, а власти поначалу шли им навстречу, считая необходимым сохранить знаменитую на весь мир авиакомпанию. Но постепенно у последних стало кончаться терпение по мере того, как менеджеры перевозчика продолжали отвергать различные новые планы по спасению ситуации, в том числе к концу года всё ещё не было утверждённого плана по реструктуризации.

Протест сотрудников VARIG против слияния с TAM

В январе 2003 года Boeing 777 из флота VARIG был задержан в Париже за неуплату аренды; аналогичные ситуации периодически возникали и с другими самолётами компании. 7 февраля её руководство объявило о намерении объединиться со своим основным конкурентом — TAM Linhas Aéreas; новая компания должна была получить имя «VARIG», как наиболее известное. При этом оба перевозчика должны были работать по код-шерингу 6 месяцев, в течение которых урегулировать все вопросы, одним из основных которых был выбор основной марки воздушного флота: VARIG эксплуатировала 116 самолётов, преимущественно Boeing, тогда как TAM — 102 самолёта, преимущественно Airbus. Несмотря на проблемы с экономикой в стране, молодая компания показывала гораздо бо́льшие успехи по доходам, нежели старая, а потому руководство первой должно было возглавить объединённую корпорацию. Все аналитики приветствовали такое решение, утверждая что образовавшаяся в результате слияния авиакомпания станет более устойчивой и конкурентоспособной. Однако уже через несколько недель возникли проблемы и по другим вопросам, в том числе у обоих перевозчиков были долги, причём у VARIG он был на порядки больше (у TAM имелись только задолженности по аренде самолётов), в результате чего компания неуклонно скатывалась к банкротству. В данной ситуации время шло против последней, поэтому требовалось завершить слияние как можно скорее, а для этого надо было списать часть долга; руководство TAM при этом ясно дало понять, что не собирается брать на себя весь долг VARIG. Помимо этого, ФРБ и сотрудники VARIG начали проводить протесты против объединения, ведь после его завершения были бы уволены несколько тысяч человек. Из-за конфликта с Жилберто Ригони (порт.-браз. Gilberto Rigoni) — новым председателем правления авиакомпании, который был ярым противником слияния, 15 апреля Мануэль Гедес подал в отставку и на следующий день покинул свой пост. Новым исполняющим обязанности президента стал Роберто Маседо (порт.-браз. Roberto Macedo) — бывший вице-президент компании, проработавший в ней 20 лет. Однако когда 1 августа ФРБ через суд получил запрет на слияние двух компаний, Маседо в добровольно-принудительном порядке 14 августа подал в отставку. 18 августа было принято решение, что компанию на сей раз временно возглавит исполнительный комитет сразу из трёх вице-президентов — Карлос Луис Мартинс Перейра-и-Соуза (порт.-браз. Carlos Luiz Martins Pereira e Souza), Альберто Фаджерман (порт.-браз. Alberto Fajerman) и Луис Фернандо Веллиш (порт.-браз. Luiz Fernando Wellisch). Считалось, что этот комитет сможет восстановить переговоры между двумя крупнейшими авиакомпаниями страны, однако фактически к концу года идея об их объединении окончательно потухла.

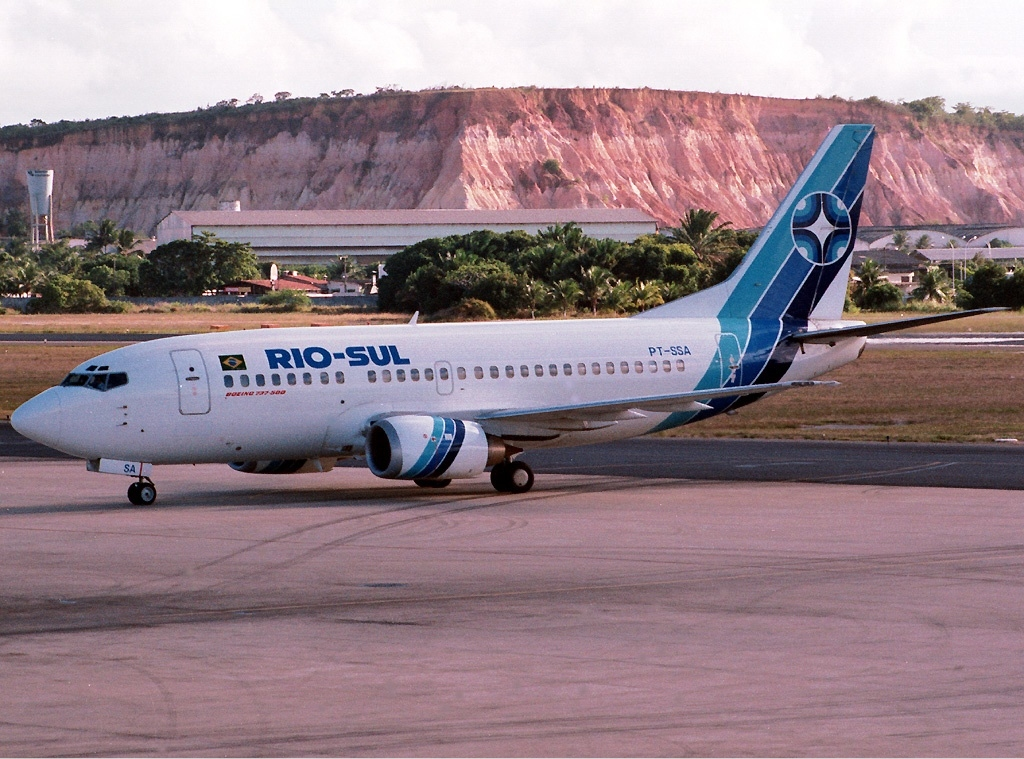
Boeing 737-5Y0 компании Rio-Sul

За полгода совместных полётов с TAM, VARIG смогла на данный период несколько повысить заполняемость самолётов, что увеличило выручку. Однако многие пассажиры, ранее летавшие только на ней, перешли к TAM, в результате чего VARIG уступила в лидерстве по внутренним воздушным перевозкам. Тонущая в долгах авиакомпания была вынуждена начать реструктуризацию, в ходе которой была полностью поглощена дочерняя Rio Sul совместно с Nordeste, за счёт чего флот пополнился самолётами Boeing 737 и Embraer ERJ 145.

### Президентство Луиса Мартинса

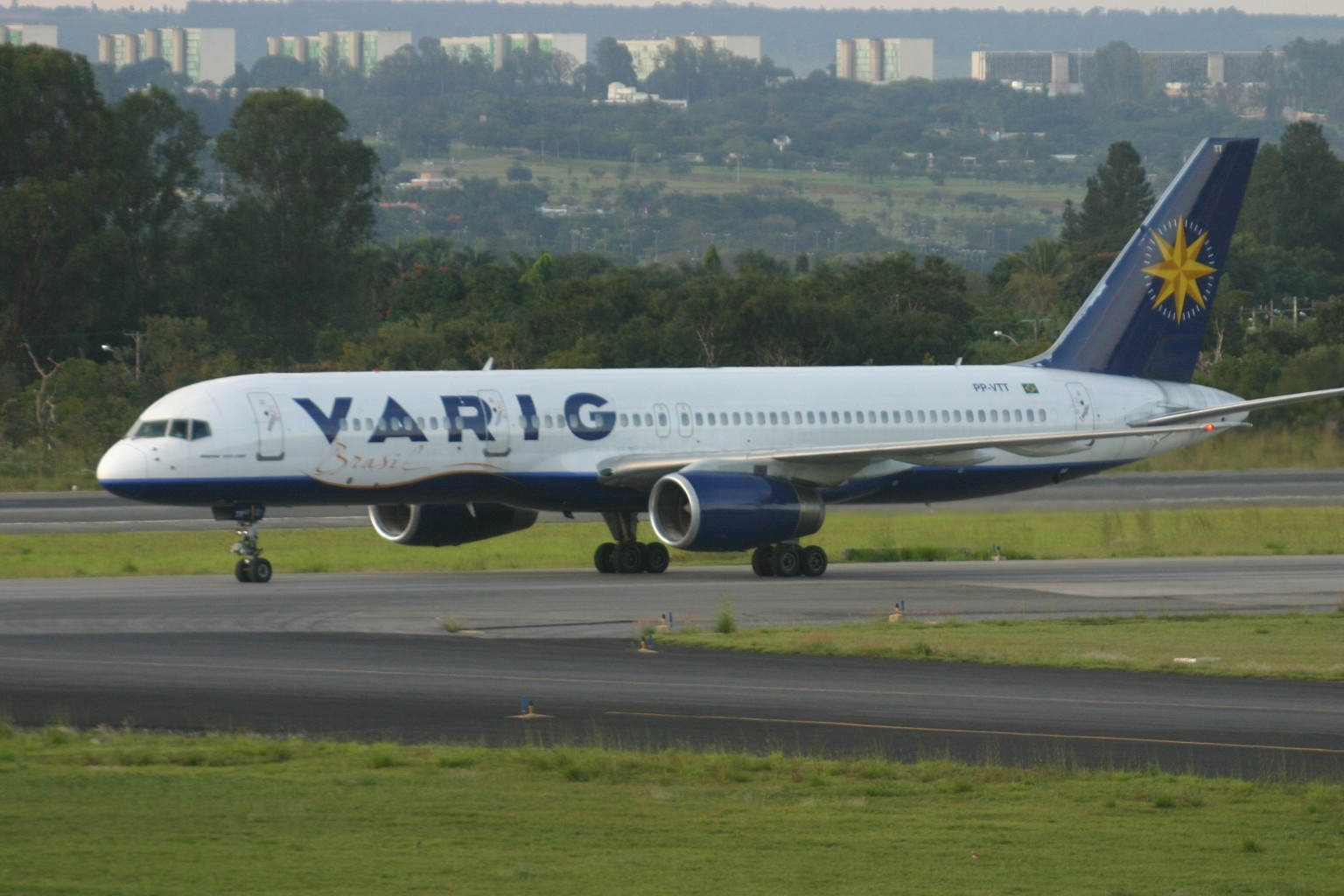
Boeing 757-256 компании VARIG

14 января 2004 года Луис Мартинс стал официальным президентом VARIG, но при этом сохранилась прежняя форма правления, когда он должен был выносить решения на основе обсуждения с остальными двумя (Альберто Фаджерман и Луис Фернандо Веллиш).
Так как несколько самолётов были задержаны за неуплату аренд, компания для их замены, а также замены устаревших MD-11, 27 января и 27 февраля приобрела на вторичном рынке два Boeing 777-236 (борта PP-VRC и PP-VRD), которые стали работать на международных маршрутах. По сравнению с ранее приобретёнными, эти лайнеры имели уже сниженную дальность, а также уменьшенную пассажировместимость — 240 мест (22 первого класса, 70 бизнес-класса и 148 эконом-класса) против 287 (6 первого класса, 49 бизнес-класса и 232 эконом-класса), но у перевозчика не было достаточно средств для переделки салона. В ноябре и декабре у United Airlines были приобретены два 777-222ER (борта PP-VRE и PP-VRF). А с августа по октябрь того же года у испанской Iberia были куплены четыре Boeing 757-256 (борта PP-VTQ—PP-VTT), которые имели салоны на 176 мест (20 бизнес-класса и 156 эконом-класса); VARIG была первым оператором B757 в Бразилии, причём они были выбраны из-за того, что их выпуск был уже прекращён, что привело и к значительному падению их стоимости. Эти авиалайнеры обслуживали маршруты внутри Южной Америки, при этом пользуясь высокой популярностью среди пассажиров, так как среди самолётов, работавших на внутренних линиях, оказались самыми комфортными. Также в 2004 году была прекращена эксплуатация ERJ 145 (пассажировместимость 50 мест), так как относительная стоимость их аренды была выше, по сравнению с B737-500 (пассажировместимость 120 мест); к концу года компания фактически эксплуатировала только самолёты Boeing, что должно было снизить издержки на обслуживание. Но всего за данный год она понесла убытки на $32,7 млн при общей выручке $3,15 млрд.
В 2005 году компания совершила свою последнюю закупку самолётов: три лайнера модели 777-222 со сниженной дальностью, ранее летавшие в United. При этом прибыли из них только два: PP-VRI (февраль) и PP-VRJ (апрель); последний (PP-VRH) из-за крупных долгов так и не поступил. 6 мая Департамент гражданской авиации обнародовал данные, согласно которым VARIG за апрель перевёз 27,61 % от общего пассажиропотока на внутренних маршрутах, тем самым спустившись на третье место, после Gol (27,81 %) и TAM (42,3 %). После этого, 9 мая Луиса Мартинса на посту президента сменил Энрике Невес (порт.-браз. Henrique Neves), который в прошлом 22 года отработал в нефтяной отрасли, в том числе был вице-президентом бразильского отделения Shell, а с 1999 в течение трёх лет был президентом Brasil Telecom. Тем временем, VARIG постепенно продолжала терять самолёты, которые задерживались в аэропортах из-за неуплаты аренды. Однако беда компании была и в том, что по числу сотрудников она вдвое превосходила TAM, который при этом имел чуть более крупный флот — примерно 80 лайнеров. Причина этого была в том, что ФРБ категорически запрещал увольнять людей, однако игнорируя факт, что из-за недостатка самолётов примерно половина штата фактически не работала, но продолжала получать зарплату, тем самым только увеличивая расходы.

### Банкротство

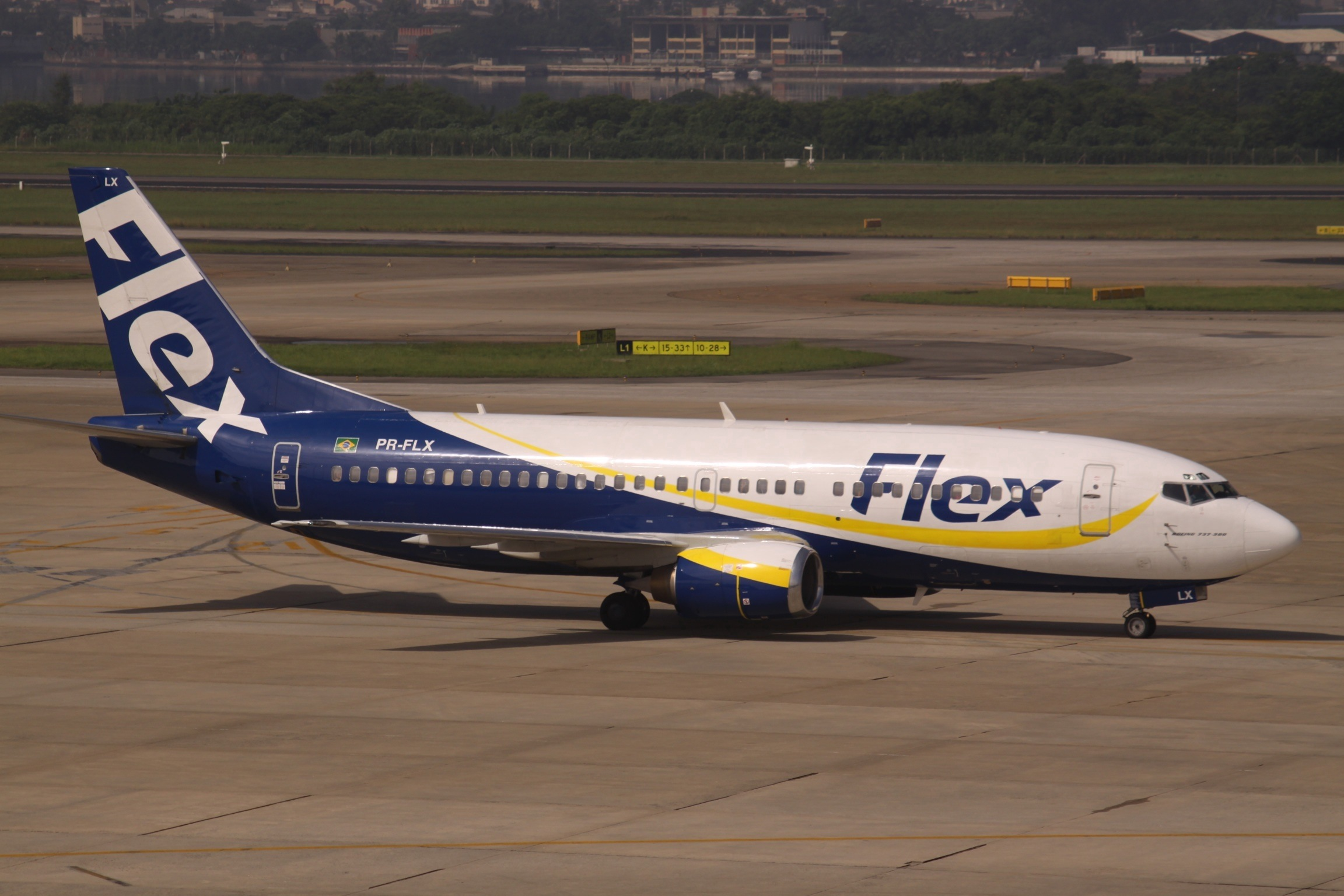
Boeing 737-3K9 компании Flex — прямой наследницы VARIG

17 июня 2005 года VARIG подала иск о защите от банкротства в суды Рио-де-Жанейро (Бразилия) и Нью-Йорка (США). На тот момент она имела официальный долг примерно в $4,8 млрд (более R$7 млрд), а за неуплату аренды в заграничных аэропортах были задержаны уже 11 самолётов, тогда как подача иска могла гарантировать, что в течение 180 дней к ней не будут выдвигаться претензии по финансам. К тому же то, что компания обратилась в американский суд, освобождало её самолёты от задержания на американской территории и по требованию американских лизинговых компаний. Что до спасения авиакомпании от банкротства, то здесь руководство видело выход в продаже 20 % акций португальскому перевозчику TAP Portugal. В свою очередь бизнесмены Герман Ефромович, который владел авиакомпаниями Avianca и OceanAir, и Нельсон Танюр сообщили о намерении выкупить VARIG, при этом последний за 80 % акций предлагал $350 млн.
6 июля президент компании Энрике Невес был уволен, проработав чуть меньше двух месяцев (58 дней), а его место занял Омар Карнейро да Кунья (порт.-браз. Omar Carneiro da Cunha) — бывший президент Shell в Бразилии. 12 сентября был представлен один из планов по выходу из банкротства, согласно которому к следующему году предстояло уволить 13 % штата и создать новую компанию, которая будет владеть частью активов над подразделениями Nordeste, Rio Sul и VARIG; также план включал и продажу части акций, чтобы на вырученные средства внести инвестиции в новые предприятия и погасить часть долга. Высказывались и идеи возобновить переговоры о слиянии с TAM, либо попробовать слиться с TAP.
Чтобы компания смогла получить хоть какие-то деньги, в ноябре было принято решение продать её два крупнейших дочерних предприятия — VEM Engenharia e Manutenção (занималась техобслуживанием самолётов) и VarigLog (грузовой перевозчик). Активы разделили в декабре 2005 года, после чего в январе следующего прошёл аукцион, на котором VEM приобрела TAP, а VarigLog — консорциум Volo do Brasil (за $48,2 млн), в который входил фонд MatlinPatterson и ряд бразильских инвесторов. В феврале был предложен план про спасению от банкротства путём создания инвестиционного фонда, для привлечения новых инвесторов, и преобразований долгов в акции.

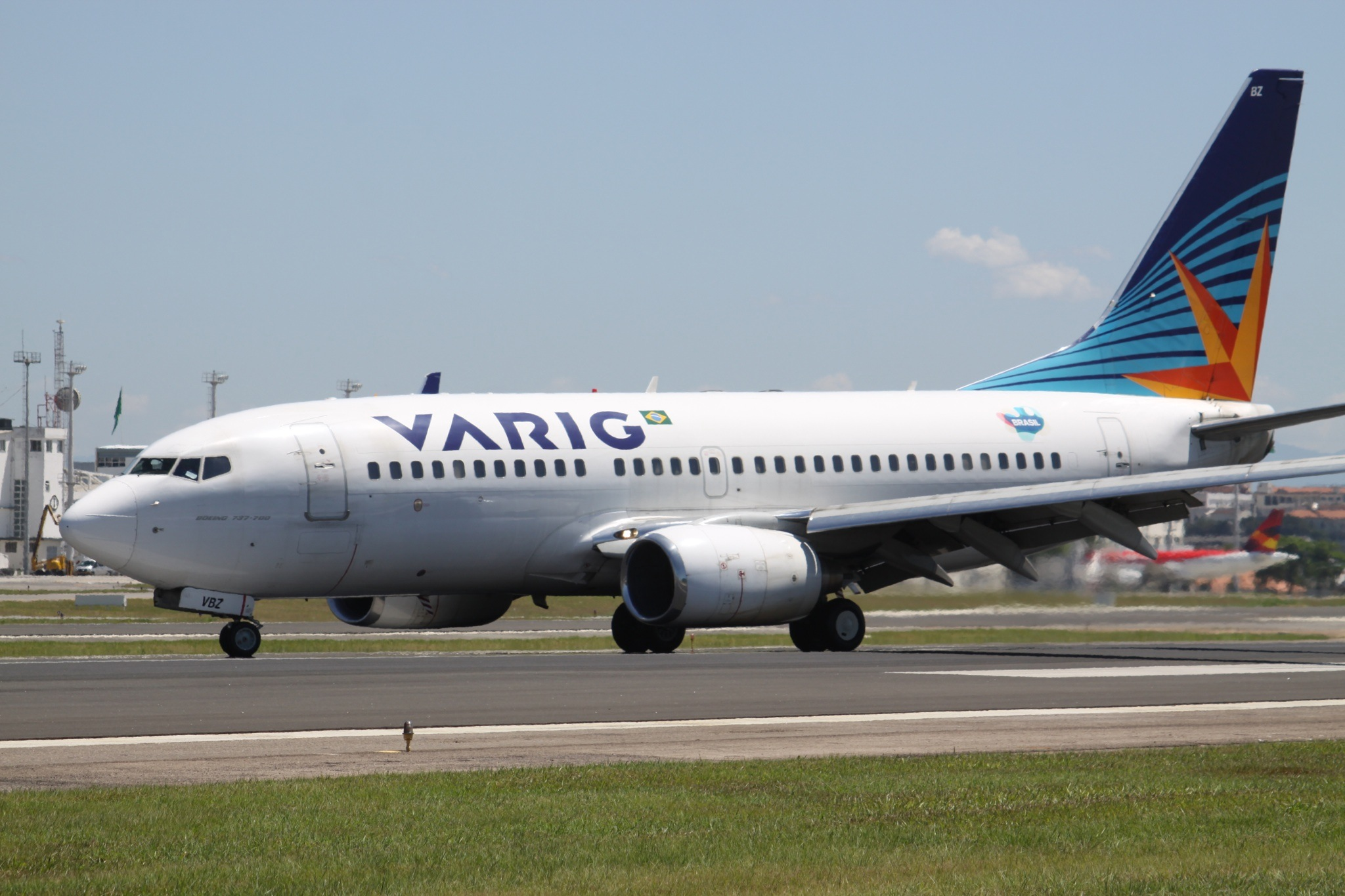
Boeing 737-73A компании VRG (VARIG)

В апреле VarigLog, за которой по факту стоял консорциум Volo, предложила выкупить бывшую материнскую компанию сначала за $350 млн, а в мае уже за $400 млн, но оба предложения были отвергнуты кредиторами. 4 мая предложение о покупке авиакомпании поступило и от российского олигарха Бориса Березовского. 16 мая по договорённости с TAP были прекращены полёты в Лиссабон. Хотя лайнеры VARIG продолжали выполнять рейсы, однако всё острее становилась проблема по приобретению топлива, которое поставщики отказывались отпускать в долг, тогда как наличных денег становилось всё меньше. В результате в начале июня 2006 года перевозчик был вынужден убрать из расписания 54 % международных рейсов и 49 % внутренних, что привело к тому, что более 30 тысяч бразильцев застряли в зарубежных аэропортах. 21 июня были отменены ещё 70 % рейсов, так как на тот момент из находящихся во флоте 61 самолёта в небо могли подняться лишь 25; в тот же день было прекращено членство VARIG в ИАТА из-за неуплаты взносов и накопившихся долгов. 10 июля члены Star Alliance приняли решение взять на себя обслуживание части международных рейсов в Бразилию на период проведения Чемпионата мира по футболу.
В июле авиакомпания VARIG в судебном порядке была разделена на две: «Новая VARIG» (позже сменила название на VRG Linhas Aéreas) которой достались знаменитое имя и флот из 10 самолётов, а также «Старая VARIG» (позже сменила название на Flex Linhas Aéreas), которой достались всё остальное имущество и почти весь долг. 20 июля 2006 года прошёл аукцион, на котором VarigLog (Volo do Brasil) за $24 млн приобрела «Новую VARIG» (VRG). 21 июля оригинальная VARIG отдала свои последние самолёты, тем самым официально прекратив существование.
VRG Linhas Aéreas выполняла внутренние рейсы, а также во Франкфурт. 28 апреля 2007 года её за почти $400 млн приобрела компания Gol Transportes Aéreos, которая таким образом завладела и самим брендом «VARIG». Компания Flex, которая являлась прямой наследницей перевозчика, после продажи всего имущества осталась только с одним Boeing 737-3K9 (борт PR-FLX), который по факту сдавала в лизинг. 20 августа 2010 года объявила о банкротстве и была закрыта.

## Список руководителей
1. Отто Эрнст Мейер (7 мая 1927 — декабрь 1942)[5]
2. Рубен Мартин Берта (декабрь 1942 — 14 декабря 1966)[5]
3. Эрик Каструп де Карвальхо (порт.-браз. Erik Kastrup de Carvalho) (декабрь 1966 — начало 1980)[81]
4. Гелио Смидт[порт.] (апрель 1980 — 11 апреля 1990)[59][81]
5. Рубель Томас (порт.-браз. Rubel Thomas) (апрель 1990 — апрель 1995)[59]
6. Карлос У. Энгельс (порт.-браз. Carlos W. Engels) (апрель 1995 — январь 1996)[100]
7. Фернандо Пинто[порт.] (январь 1996 — май 2000)[100][105]
8. Озирас Силва[порт.] (май 2000 — август 2002)[105][115]
9. Арним Лоре (порт.-браз. Arnim Lore) (20 августа — 24 ноября 2002)[115][118]
10. Мануэль Гедес (порт.-браз. Manuel Guedes) (27 ноября 2002 — 16 апреля 2003)[118][128]
11. Роберто Маседо (порт.-браз. Roberto Macedo) (апрель — 14 августа 2003)[129][131]
12. Исполнительный комитет — Карлос Луис Мартинс Перейра-и-Соуза (порт.-браз. Carlos Luiz Martins Pereira e Souza), Альберто Фаджерман (порт.-браз. Alberto Fajerman) и Луис Фернандо Веллиш (порт.-браз. Luiz Fernando Wellisch) (18 августа 2003 — 14 января 2004)[131][133]
13. Карлос Луис Мартинс Перейра-и-Соуза (порт.-браз. Carlos Luiz Martins Pereira e Souza) (14 января 2004 — май 2005)[133][138]
14. Энрике Невес (порт.-браз. Henrique Neves) (9 мая — 6 июля 2005)[138][144]
15. Омар Карнейро да Кунья (порт.-браз. Omar Carneiro da Cunha) (6 июля 2005 — 21 июля 2006)[144]

## Флот

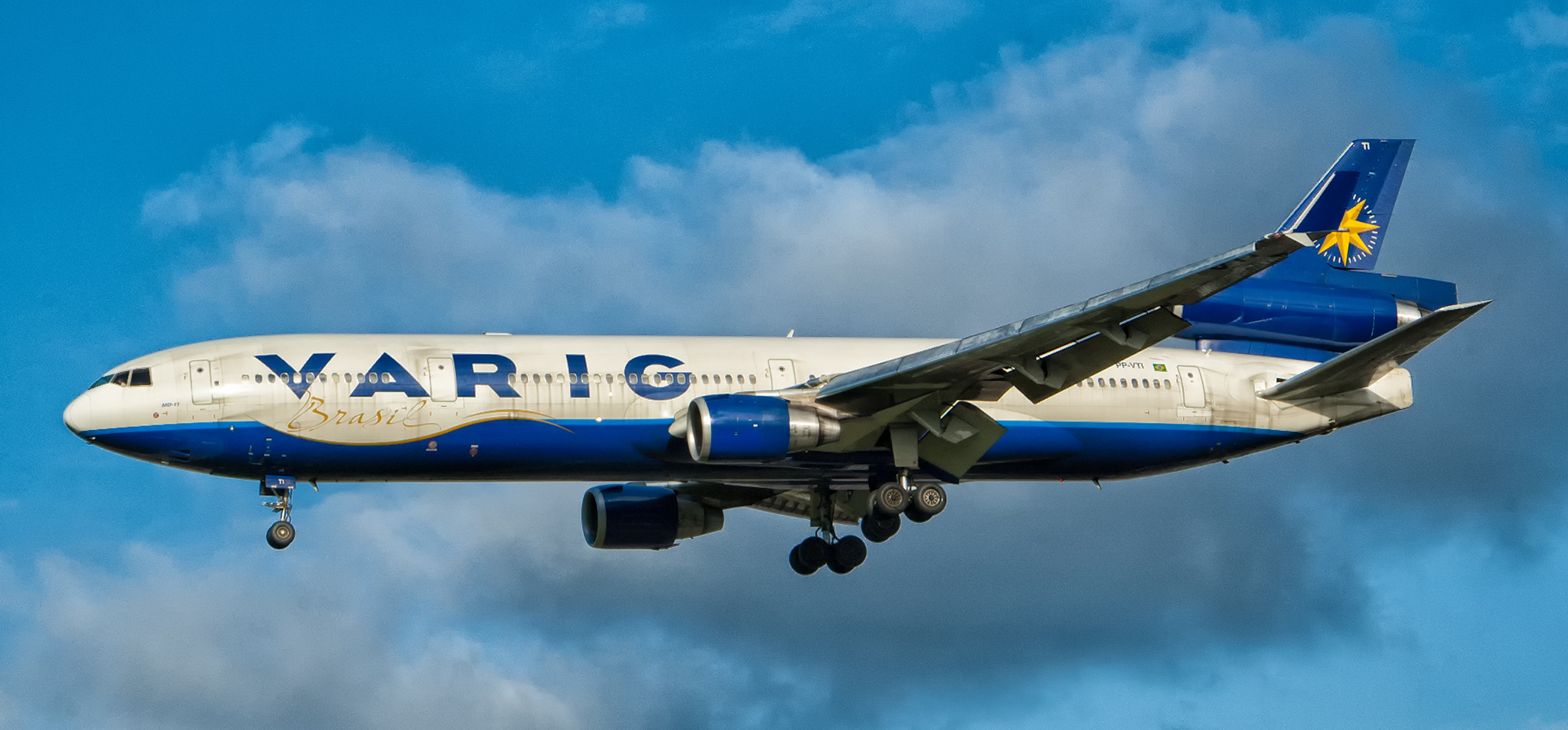
McDonnell Douglas MD-11 компании VARIG

По данным на 2004 год флот компании состоял из 98 воздушных судов:
- Boeing 737-200 — 2
- Boeing 737-300 — 32
- Boeing 737-400 — 4
- Boeing 737-500 — 13
- Boeing 737-700 — 2
- Boeing 737-800 — 2
- Boeing 757-200 — 4
- Boeing 767-300 — 7
- Boeing 777-200 — 6
- Embraer ERJ-145 — 11
- McDonnell Douglas MD-11 — 15

## Происшествия
По имеющимся данным, крупнейшая катастрофа с самолётом компании VARIG, по числу жертв, произошла 11 июля 1973 года: Boeing 707-345C (бортовой номер PP-VJZ) выполнял пассажирский рейс RG820 по маршруту Рио-де-Жанейро — Сан-Паулу — Париж, а на его борту находились 117 пассажиров и 17 членов экипажа. Однако на подходе к аэропорту Париж-Орли в самолёте возник пожар, дым от которого заполнил салон и проник в кабину, поэтому экипаж выполнил посадку на местности в 5 километрах от аэропорта. 11 человек (десять членов экипажа и один пассажир) успели покинуть авиалайнер, но остальные 123 погибли. Как показало расследование, пожар начался в заднем туалете, а источником мог стать бункер с использованными бумажными полотенцами. К концу полёта полотенца уже успели высохнуть, а потому для их возгорания достаточно было искры — от короткого замыкания, или от сигареты неаккуратного пассажира.
С самолётом VARIG произошёл и один из самых таинственных случаев в истории авиации: 30 января 1979 года Boeing 707-323C (бортовой номер PP-VLU) выполнял грузовой рейс RG967 по маршруту Токио — Лос-Анджелес — Лима — Рио-де-Жанейро, а на его борту были только 6 членов экипажа и груз — 53 картины художника Манабу Мабе. Лайнер вылетел из аэропорта Токио-Нарита, а через 22 минуты экипаж сообщил о нормальном выполнении полёта. После этого рейс 967 на связь не выходил и на вызовы не отвечал, а обширные поиски его обломков, либо признаков падения закончились безрезультатно — самолёт исчез без следа, что было впервые в истории реактивной гражданской авиации.
В обоих этих происшествиях командиром экипажа был один и тот же пилот — Жилберту Араужу да Силва (порт.-браз. Gilberto Araujo Da Silva).